# Dukovany
Dukovany jsou obec v jihozápadní části Moravy, v Kraji Vysočina, na hranici s krajem Jihomoravským. Nadmořská výška obce je 352 m n. m. Obec patří do správního obvodu obce s rozšířenou působností Třebíč a její součástí jsou tři katastrální území – Dukovany, Lipňany u Skryjí a Skryje nad Jihlavou a také tři základní sídelní jednotky – Dukovany, Lipňany a Skryje. Žije zde 854 obyvatel.
Obce Lipňany a Skryje byly zbourány v souvislosti s výstavbou Jaderné elektrárny Dukovany a mnoho z tamějších obyvatel našlo svůj nový domov právě v Dukovanech.[zdroj?]
Sousedními obcemi sídla jsou Horní Dubňany, Jamolice, Rešice, Mohelno, Lhánice, Slavětice a Rouchovany.

## Název
Na původ názvu vesnice bylo podáno několik názorů, nejpravděpodobnější je ten, že jeho základem bylo (německé) osobní jméno Tocco: na vesnici bylo přeneseno původní pojmenování jejích obyvatel Toccované – "lidé z Tok(k)ova" (jednalo se tedy o lidi přesídlené z místa toho jména, které znamenalo "Toccův majetek"). Nejstarší písemné doklady (1279 Toccouan, 1281 Tocuan, 1298 Tokewan) mají na počátku T-, základové osobní jméno se v češtině užívalo i v podobě Dok(o) a proto má jméno vesnice po jejím převládnutí od 14. století na počátku vždy D- (1358 Dokowan). -u- v první slabice zřejmě vzniklo pod vlivem jména sousedních (Horních a Dolních) Dubňan.

## Historie

### Pravěk

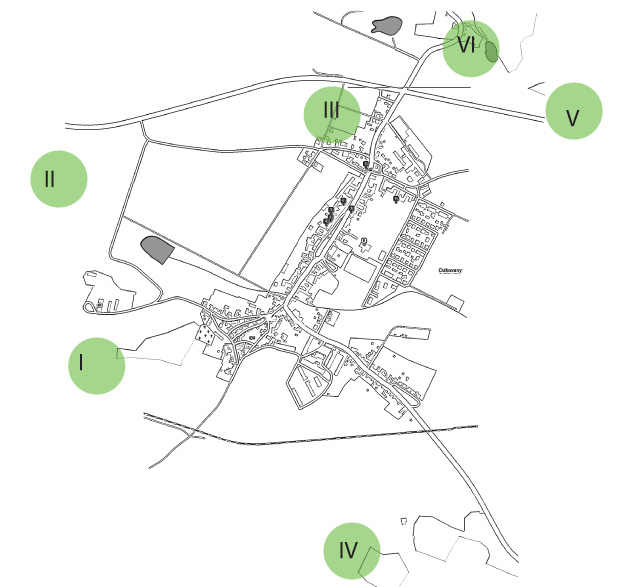
Mapa paleolitických nalezišť

První známky osídlení katastru Dukovan jsou již z pravěku v době mladšího paleolitu (před 40 000 – 10 tisíci lety), důkazem o životě dávných předků v tomto období jsou archeologické nálezy. Bylo objeveno 6 různých paleolitických nalezišť, které poskytovaly cenné nálezy. Na jižním úbočí kolem kóty 385 v trati Mejtnice a U kamenného kříže (lokalita I na ilustraci) byl nalezen jednolící sekáč z úlomku kvarcitu, drásadlo a dalších 22 nálezů, severozápadně od Dukovan v trati V jabloních (lokalita II na ilustraci) byly nalezeny archeologické nálezy. Další nálezy byly nalezeny za posledními domy směrem k jaderné elektrárně v lokalitě Přední polodíly (lokalita III na ilustraci), jižně od obce v trati Velký kopec (lokalita IV na ilustraci), na neznámém místě směrem k obci Jamolice (lokalita V na ilustraci) a v prostorech bývalé cihelny (lokalita VI na ilustraci), kde byly nalezeny kosti pravěkých zvířat, mamutů a pazourkové nástroje.
Z doby neolitické bylo objeveno větší množství broušené a štípané kamenné industrie. Například nálezy dvou puten z doby kultury s lineární keramikou v zámecké zahradě, polokulovitá nádoba v trati Pařezy. V této lokalitě byly nalezeny i keramické fragmenty kultury s vypíchanou keramikou ze středního neolitu a také bohaté nálezy kultury s moravskou malovanou keramikou z období nejmladšího neolitu. Zastoupena je také doba eneolitická. V trati Pařezy byly nalezeny fragmenty kultury zvoncovitých pohárů. Poblíž lihovaru se nalezly fragmenty mohylové kultury doby bronzové. Zde jsou také z období popelnicových polí doby bronzové nálezy velatické kultury – hrob. Z tohoto období byl také nalezen depot bronzových předmětů u vodní elektrárny Havránek.
Z doby železné (halštatské) byly nalezeny žárové hroby (na cihelně, v trati Na Rabštýně, Na pohaniskách) Ze slovanského období, doby mladohradištní byla odkryta četná keramika na staveništi Dr. Kubíčka.

### Středověk a novověk
Původ Dukovan sahá hluboko do středověku. Prvně jsou písemně zmiňovány v roce 1279 v listině olomouckého biskupa, který potvrzuje templářům právo nad kostelem sv. Václava v Dukovanech. Od roku 1295 se psal „z Dukovan“ zemanský rod, v listinách poprvé připomínaný Alšíkem z Dukovan. Již roku 1325 však Jan Lucemburský prodává osadu Jindřichovi z Lipé, což svědčí o tom, že rod vymřel. Když jsou Dukovany připomínány znovu, patří již k majetku hradu Rabštejn, stojícího na strmé skále nad řekou Jihlavou. Protože se v první polovině 15. století stal hrad sídlem loupeživých rytířů, byl z rozhodnutí zemských stavů v roce 1446 rozbořen. Poté se rabštejnské zboží stalo součástí královského majetku. Později byla obec připojena k moravskokrumlovskému zboží pánů z Lipé. Koncem 16. století se Dukovany staly samostatným statkem, jehož majitelé se poměrně často střídali.
V roce 1790 hraběnka z Canalů vystavěla nový zámek. Roku 1866 pruské vojsko na svém zpátečním pochodu zanechalo choleru. V roce 1894 vypukl v osadě požár poblíž kostela, který jen stěží byl zachráněn
Roku 1883 se v Dukovanech narodil architekt Jaroslav Kovář starší. Jeho tvorba je inspirována architektonickými styly začátku 20. století, od neobaroka přes secesi a kubismus, až po monumentalismus. V roce 1909 se v Dukovanech narodil Emil Weirauch – malíř, studoval u F.V. Süssera na ŠUŘ v Brně, člen Sdružení výtvatných umělců Aleš v Brně, Sdružení výtvarných umělců Purkyně v Praze, Bloku výtvarných umělců země Moravskoslezské a skupiny M-Brno, zastoupen ve sbírkách Muzea města Brna, Moravské galerie v Brně, Galerie výtvarného umění v Ostravě a jinde. Zemřel roku 1976 v Brně.
Obec Dukovany v roce 1999 obdržela ocenění v soutěži Vesnice Vysočiny, konkrétně získala Zelenou stuhu za péči o zeleň a životní prostředí. Obec Dukovany v roce 2000 obdržela ocenění v soutěži Vesnice Vysočiny, konkrétně získala ocenění zlatá stuha, tj. vítěz, který postoupil do celostátního kola a obec se stala Vesnicí Vysočiny. V červenci 2017 měla být převzata místní pobočka České pošty v rámci programu Pošta Partner městysem Dukovany.
Do roku 1849 patřily Dukovany do dukovanského panství, od roku 1850 patřil do okresu Moravský Krumlov, pak mezi lety 1942 a 1945 do okresu Moravské Budějovice a posléze také do okresu Moravské Budějovice a od roku 1960 do okresu Třebíč.

## Přírodní poměry

### Geologická stavba, reliéf a půdy
Dukovany patří k okrajové části Českomoravské Vrchoviny, jejíž reliéf se formoval v mladších třetihorách čtvrtohorách. V reliéfu mírně zvlněná a velmi rozlehlá oblast v jižní části České vysočiny, rozkládající se podél bývalé historické zemské hranice mezi Čechami a Moravou. Má charakter členité pahorkatiny s výškovou členitostí 75–150 m. V okolí řeky Jihlavy je tato členitost až 240 m. Geomorfologicky patří území k Jevišovické pahorkatině. Jednotlivé plošiny jsou od sebe navzájem odděleny hluboce zavinutým údolím řek Jihlavy, s příkrými údolními svahy, jež lemují lesní porosty. Řeka vytvořila četné meandry, ty však byly zatopeny vodami nádrží Dalešice a Mohelno. V 60. letech šlo o agrární krajinu, která po vybudování JEDU změnila krajinu v agroindustriální. Komplex JEDU se stal výraznou, nezačlenitelnou dominantou. Na počátku 70. let se změnila tvářnost vlastní zemědělské krajiny, zvětšením půdních celků a odstraněním rozptýlené zeleně a remízků. To má negativní dopad jak vizuální, historický, tak především v biologické rozmanitosti flory a fauny a na pedologické vlastnosti půdy.
Z hlediska geologického patří území k okrajové části Českomoravské vysočiny, ke geomorfologickému celku Jevišovické pahorkatiny, podcelku Znojemské pahorkatiny.
Jevišovickou pahorkatinu charakterizuje poměrně plochý reliéf s rozsáhlými plošinami, oddělenými hlubokými údolími řek (Jihlava). Dnešní geomorfologický reliéf se formoval v mladších třetihorách a čtvrtohorách. Po geologické stránce je území tvořené hlubinným metamorfovaným krystalinikem moldanubika. Moldanubikum je převážně tvořené biotickými pararulami, místy magmatizovanými granulity, které tvoří v území pruh mezi Náměští nad Oslavou a Dukovany.
Kvartérní sedimenty jsou zastoupeny především hlinito-písčitými a kamenitopísčitými eluvii, sprašovými hlínami, fluviálními usazeninami pleistocenních štěrkopískových a hlinitopískových náplavů. V pruhu mezi Stropešínem a Dukovany jsou pod říčními a jezerními štěrky zachovány drobné relikty mladotřetihorních jílů a písků, staré asi 16 milionů let. Tyto štěrky jsou však nositeli jiné pozoruhodnosti této oblasti, moravských vltavínů.

#### Druhy pozemků na katastru obce

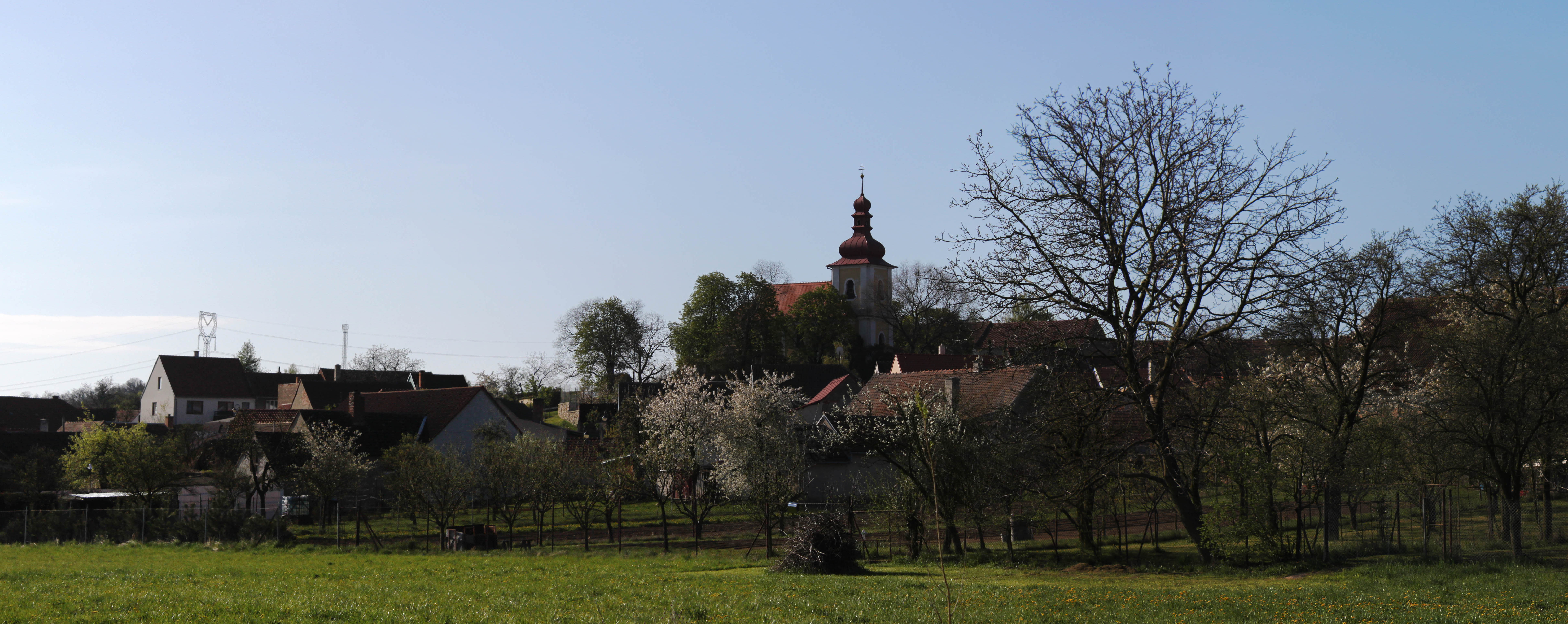
Domy kolem kostela svatého Václava

- Celková výměra pozemku (ha) 2032,5427[13]
- Lesní půda (ha) 572,9578
- Louky (ha) 47,0266
- Orná půda (ha) 1142,5260
- Ostatní plochy (ha) 152,3953
- Ovocné sady (ha) 10,8647
- Vodní plochy (ha) 50,1340
- Zahrady (ha) 21,0251
- Zastavěné plochy (ha) 35,6132
- Zemědělská půda (ha) 1221,4424

### Podnebí a vodstvo
Podnebí je v obci mírně teplé. Roční srážkové úhrny jsou v rámci ČR zhruba průměrné, objevují se však sezónní – letní i zimní sucha. V hlubokých říčních údolích řeky Jihlavy se vyskytují údolní inverze. Měření z klimatologické stanice u Jaderné elektrárny Dukovany v nadmořské výšce 400 m n. m. za období od roku 1982 k začátku roku 2001 poskytlo následující informace:
- Roční průměry:
  - teplota 8,1 °C
  - úhrn srážek 465,8 mm
  - sluneční svit 1761 hodin
- Denní extrémy
  - maximální teplota 35,6 °C
  - minimální teplota −22,7 °C
  - srážky 51,7 mm

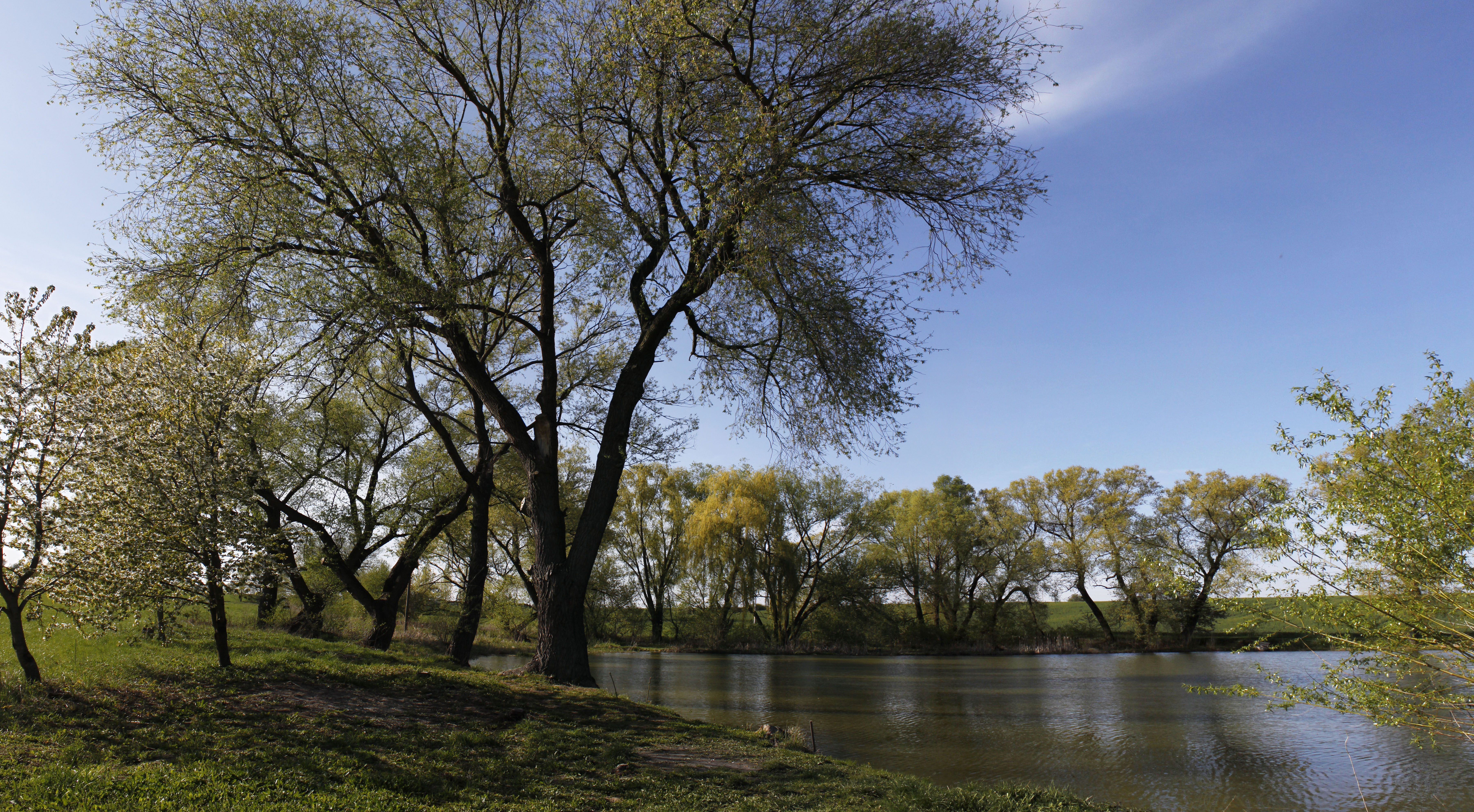
Rybník Loučka

Území je také významné z hydrologického hlediska, protože jím probíhá evropské rozvodí mezi řekami Svratka, Oslava, Jihlava, Rokytná a Dyje.[zdroj?]
Řeka Jihlava severně od obce nabízí dvě tváře svého toku. Od Vladislavi po Kramolín a dále pod Mohelno se rozprostírají dvě přehradní jezera, jsou to vodní nádrž Dalešice a vodní nádrž Mohelno. Od přehradní hráze Mohelno se řeka klikatí v divokých peřejích směrem na Ivančice. Zde se rozprostírá přírodní park „Střední Pojihlaví“. Dále na sever je údolí řeky Oslavy – od Náměště nad Oslavou po soutok s řekou Jihlavou těsně před Ivančicemi je to ukázka nádherného divokého kaňonovitého řečiště prodírajícího si cestu mezi skalami. U Senoradského mlýna se do řeky Oslavy vlévá říčka Chvojnice – jejím tokem utvářené lesnaté údolí má poměrně velký spád a na mnoha místech tvoří peřeje.[zdroj?] Okolí obou řek tvoří chráněné území „Údolí Oslavy a Chvojnice“. Tok řeky Rokytná je jižně od Dukovan a i on nabízí divoká zákoutí říčního údolí. Těsně za Ivančicemi se vlévá do řeky Jihlavy. Ve střední části toku je vyhlášen přírodní park „Rokytná“.

## Okolí obce

Krajina v okolí obce Dukovany– stromy u potoka

V blízkosti Dukovan se nalézá několik atraktivních přírodních lokalit, které jsou vhodné pro turistiku i pro rekreační pobyty. Jižně od obce je to rozlehlý přírodní park Rokytná, který zaujímá údolí řeky Rokytné od obce Přístpo až po obec Tulešice. Severně od obce se rozkládá přírodní park Střední Pojihlaví, který zaujímá poslední nezatopený úsek středního kaňonovitého toku řeky Jihlavy mezi Mohelnem a Ivančicemi. V blízkosti se rovněž nachází v meandru řeky Jihlavy národní přírodní rezervace Mohelenská hadcová step s výjimečným množstvím rostlinných a živočišných druhů a s výskytem rostlin trpasličího vzrůstu, tzv. nanismů (zakrslé a deformované rostliny) hadcový podklad akumuluje teplo a působí toxicky na rostlinstvo díky obsaženému hořčíku).
V okolí se nachází také zajímavé monumentální energetické stavby. Jedná se především o Jadernou elektrárnu Dukovany (instalovaný výkon 4 × 500 MW), přečerpávací vodní nádrž Dalešice (instalovaný špičkový výkon celkem 480 MW, spád 90 metrů, 127 mil. m³ vody), vodní nádrž Mohelno (instalovaný výkon 1,2 MW, 17 mil. m³ vody) a rozvodnou síť Slavětice. V jaderné elektrárně je možno navštívit informační centrum. Zajímavé technické informace nabízí také informační centrum vodního díla Dalešice.
Z historických staveb mimo obec Dukovany se v katastru obce nachází středověké hrady Rabštejn a mimo katastr obce hrad Templštejn ke kterým v dávných dobách obec patřila.

## Urbanismus, architektura
Jedná se o ves typu návesní silnicovky v rozsáhlé mělké proláklině nad pravým břehem středního toku Jihlavy.[zdroj?] Starší, přízemní převážně podélně řazená zástavba byla zvláště od 70. let 20. století upravována, přestavována a nahrazována rodinnými domy, jejichž výstavba se od roku 1974 spolu s vícepodlažními bytovými domy soustředila na svahu pod zámkem. Na svahu pod kostelem jižně od návsi je skupina starších stavení na hromadném půdorysu.[zdroj?]
Z urbanistického hlediska byla obec Dukovany v historii determinována panským sídlem – zámkem s barokní osou vedoucí od zámku až na zemědělský dvůr. Areál obsahoval anglický park, bazén, sad, skleník, rybník, zemědělský dvůr a lihovar. Mimo obec Dukovany fungovala vodní elektrárna, cihelna a pila.
V období socialismu byla postavena Jaderná elektrárna Dukovany (1974–1987). Díky tomu došlo ke stavbě severního obchvatu Dukovan, byl postaven ubytovací areál pro 1500 dělníků[zdroj?] zaměstnaných na stavbě.[zdroj?]

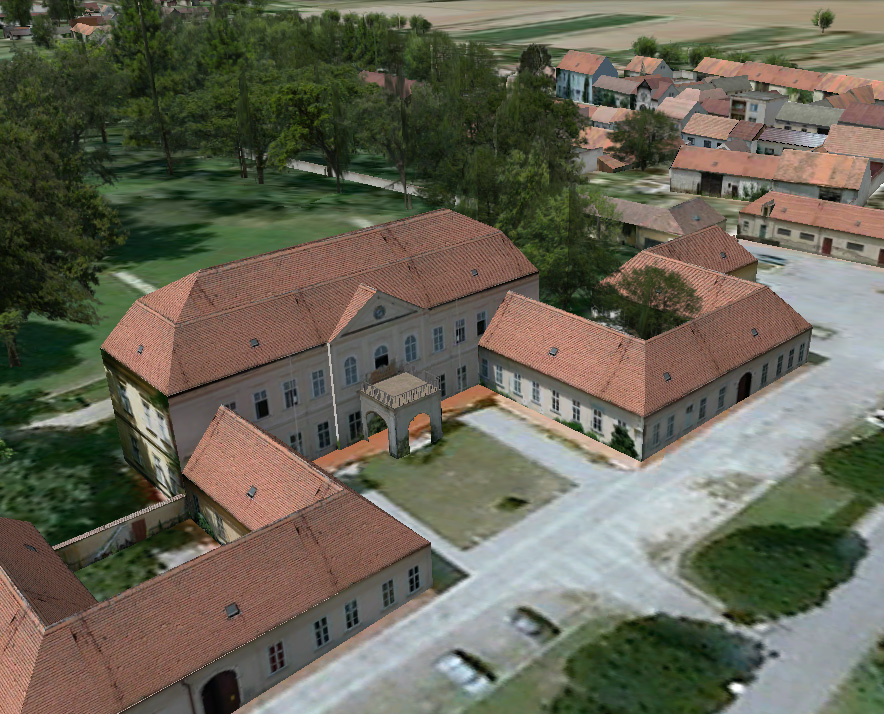
[http://maps.google.cz/maps?f=q&source=s_q&hl=cs&geocode=&q=Dukovany&sll=49.930008,15.369873&sspn=3.904139,9.854736&brcurrent=5,0,0&ie=UTF8&hq=&hnear=Dukovany&ll=49.081886,16.194397&spn=0.00097,0.002406&t=f&z=19&ecpose=49.08207152,16.19551074,401.37,-104.275,61.944,0%20 3D model Dukovan

Kvůli stavbě jaderné elektrárny došlo ke zbourání tří vesnic: Skryje, Heřmanice, Lipňany.[zdroj?] Část obyvatel, především z obce Skryje a Lipňany se stěhuje do obce Dukovany především na nynější sídliště na východní straně obce.[zdroj?] V době socialismu se zaměřila pozornost na intenzivní zemědělství.[zdroj?] Došlo k rozorávání cest, remízků, likvidaci rozptýlené zeleně. V porevoluční době došlo k obnově vesnice, krajiny v okolí a také k nové zástavbě, která však nenavazuje nebo nevychází ve své urbanistické struktuře z tradiční a logické struktury vesnice, ale prohlubuje problém „městského“ socialistického sídliště u zámku. Samotná architektura jak předrevolučních tak i porevolučních novostaveb v této lokalitě je na velmi nízké úrovni. U novostaveb se jedná o „katalogové domy“ a další jim podobné, které vycházejí ze stejné estetiky a logiky.
| Rok            | 1869  | 1880  | 1890  | 1900  | 1910  | 1921  | 1930  | 1950  | 1961  | 1970 | 1980 | 1991 | 2001 | 2011 | 2021 |
| -------------- | ----- | ----- | ----- | ----- | ----- | ----- | ----- | ----- | ----- | ---- | ---- | ---- | ---- | ---- | ---- |
| Počet obyvatel | 1 014 | 1 042 | 1 077 | 1 164 | 1 179 | 1 201 | 1 206 | 1 037 | 1 095 | 979  | 669  | 650  | 736  | 736  | 843  |
| Počet domů     | 153   | 167   | 172   | 181   | 202   | 226   | 263   | 314   | 299   | 285  | 183  | 224  | 239  | 284  | 308  |

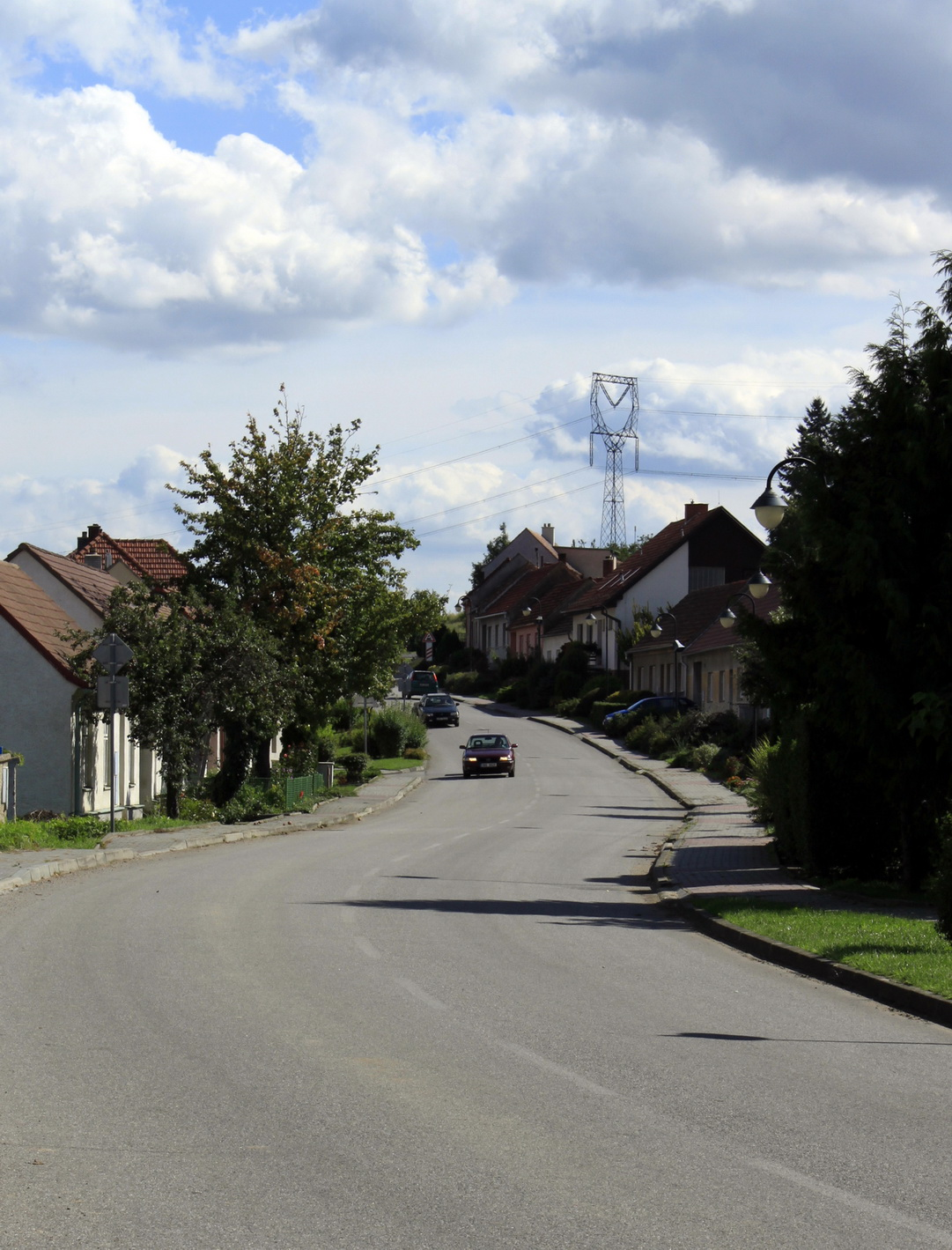
Cesta na Honí Dubňany
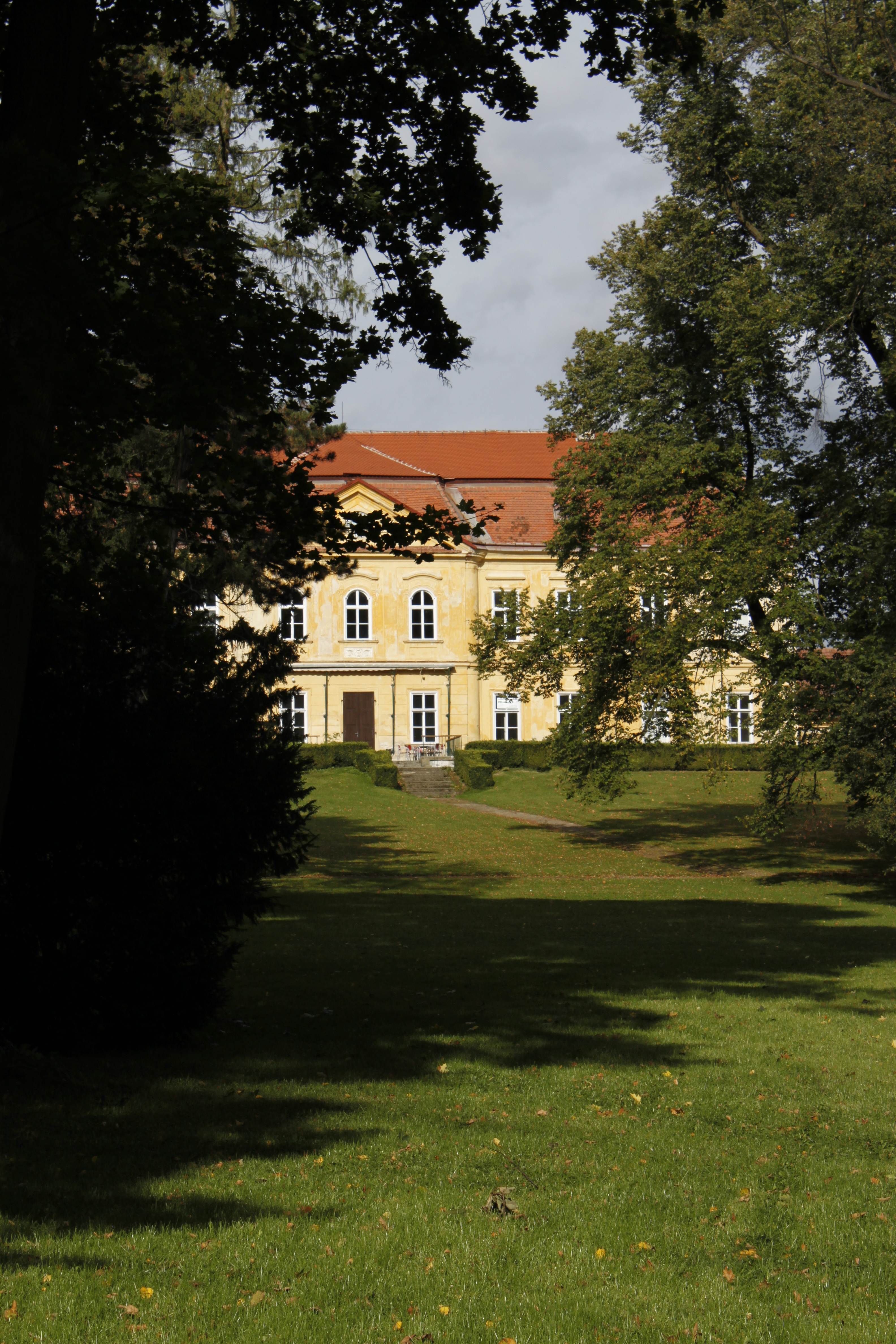
Zámek
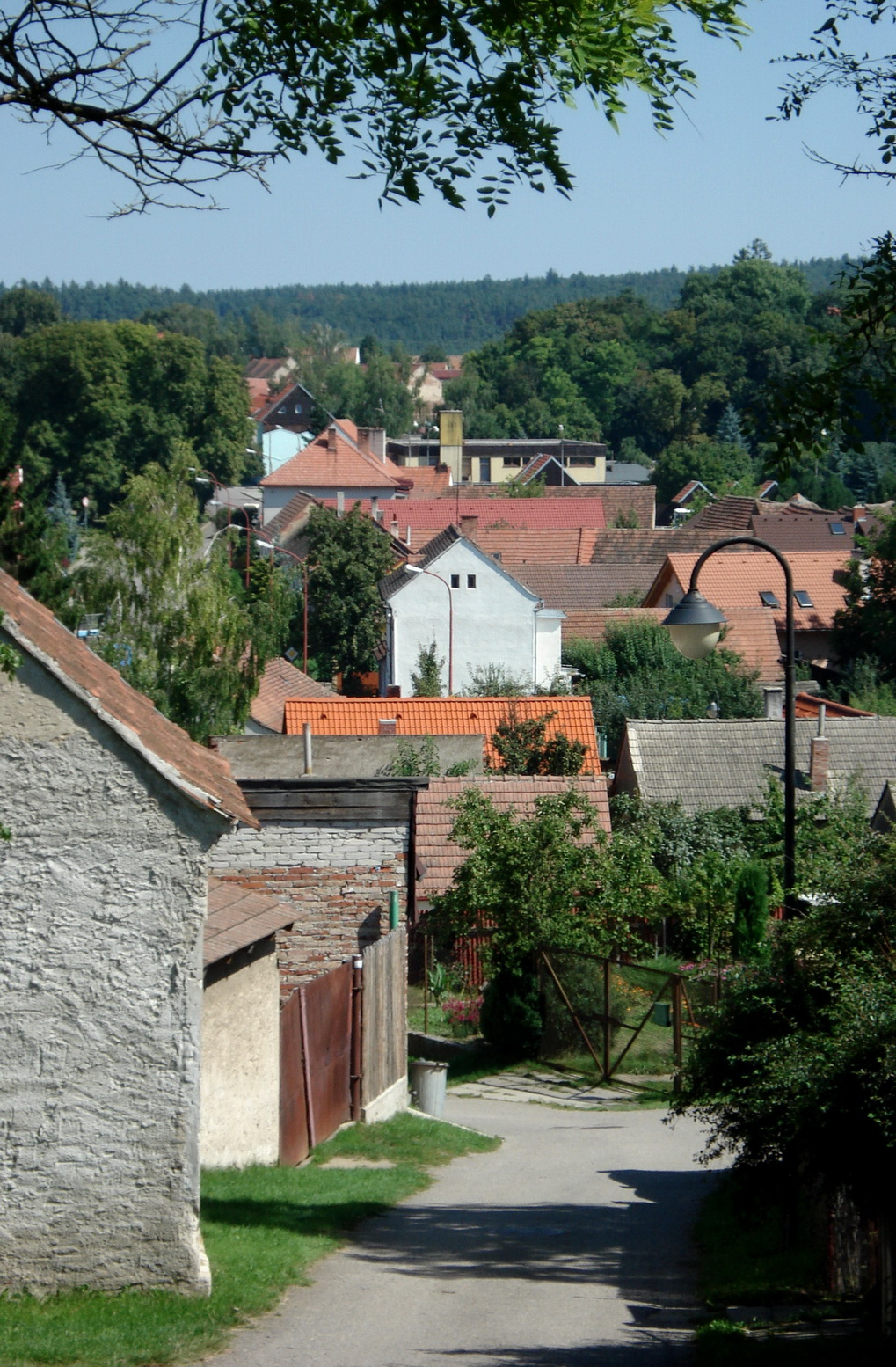
Obec
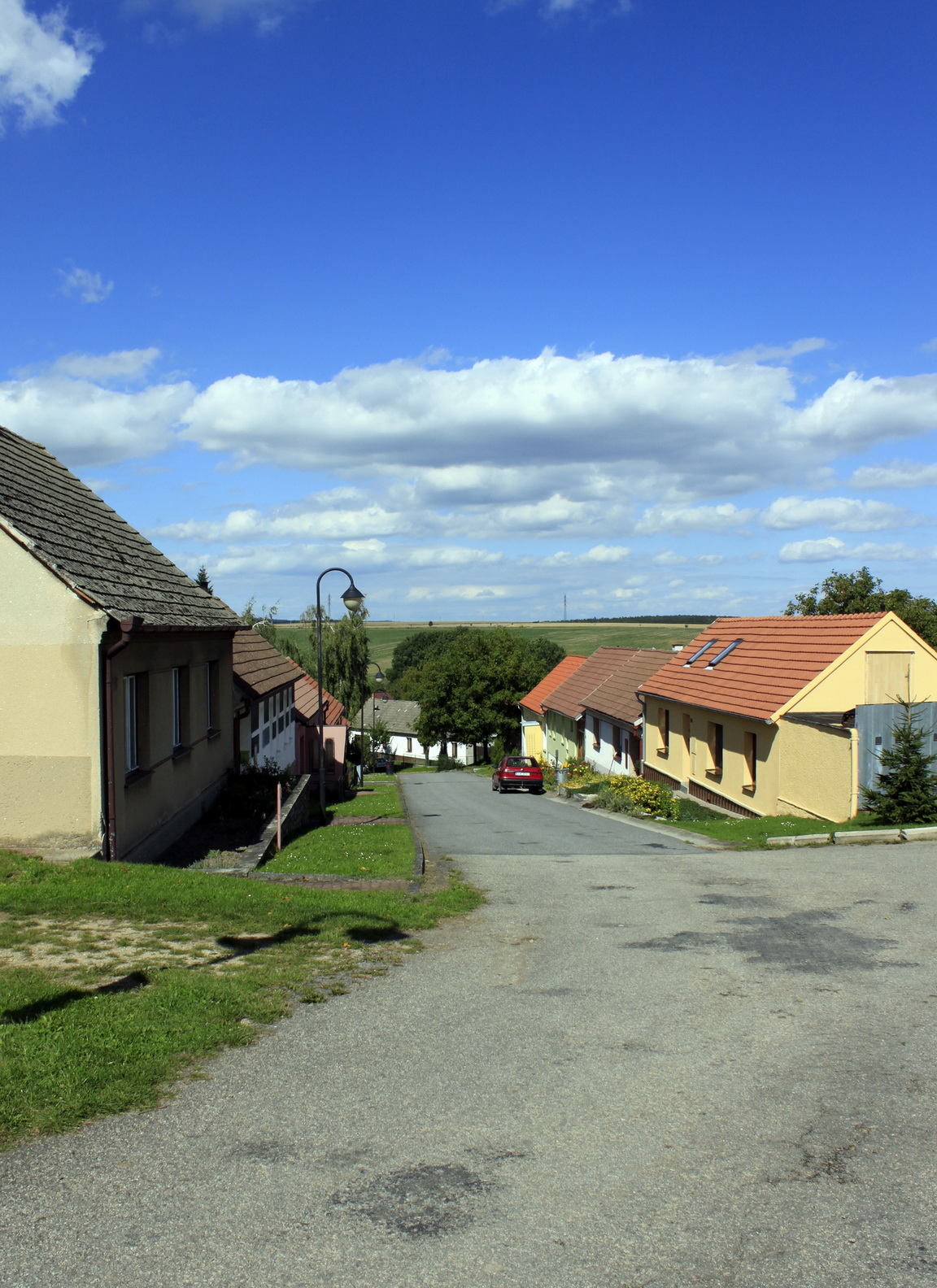
Část obce nad kostelem

## Pamětihodnosti

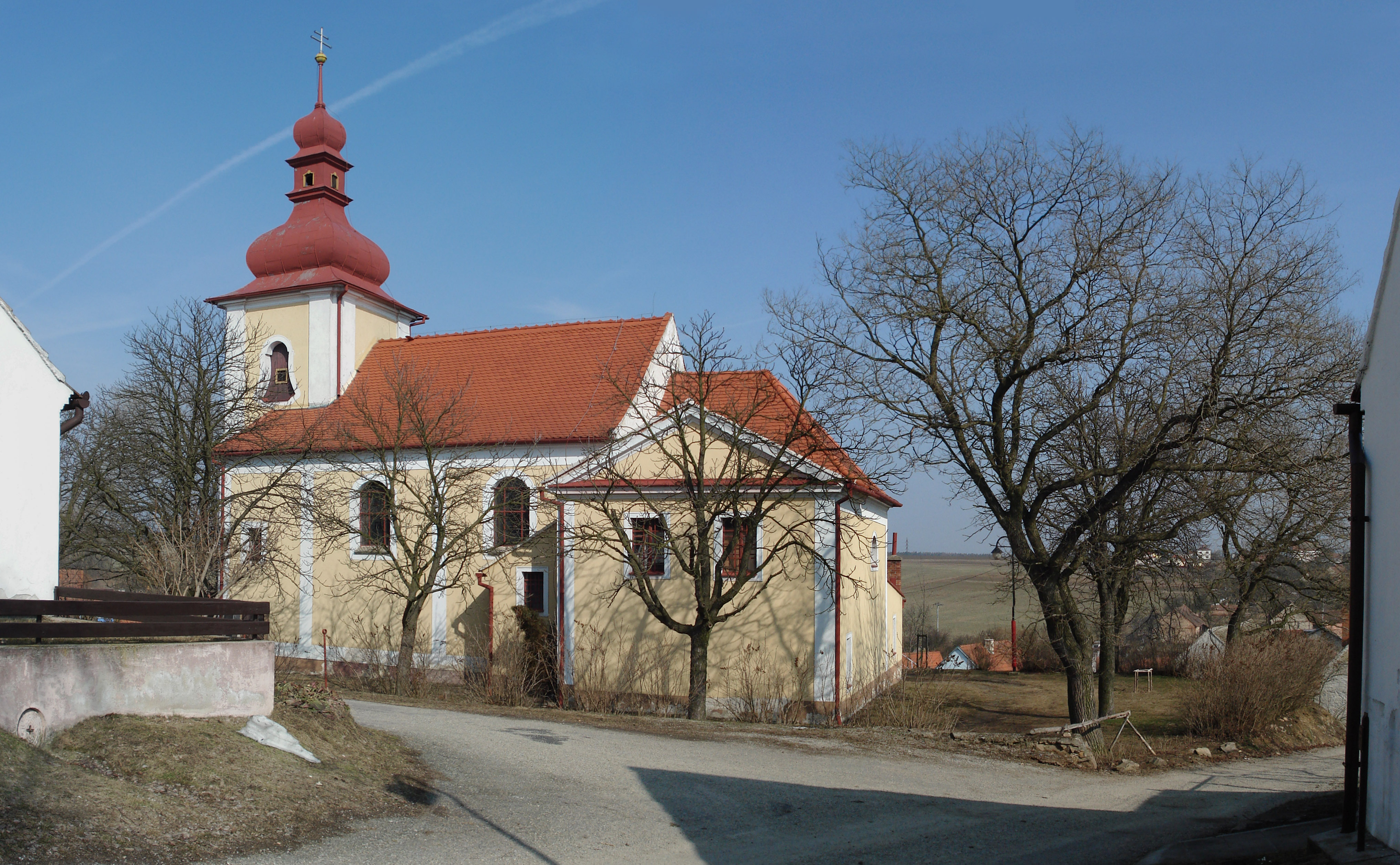
kostel sv. Václava

### Kostel svatého Václava
Dominantu obce tvoří původně raně gotický kostel svatého Václava na výšině v jižní části obce. V druhé polovině 13. století dostaly se Dukovany řádu Templářů, který zde založil kostel. První zmínka je již z roku 1263. Vysvěcený byl roku 1279 biskupem Ermelanským Jindřichem. V polovině 17. století byl kostel barokně upraven. Okolo kostela býval pevnou zdí ohrazený hřbitov až do roku 1836. Byla tam pohřbena i majitelka Dukovan – Antonie Rosálie Claudius, která zemřela v roce 1834. Kamenná zeď byla odstraněna roku 1850. Nový hřbitov je umístěn západně od kostela. V roce 1901 byl kostel důkladně opraven nákladem patronky hraběnky Coudenhove a byla přistavěna sakristie. V sedmdesátých letech 20. století byly v kostele odkryty a zrestaurovány zbytky bohaté freskové výzdoby ze 13. století.

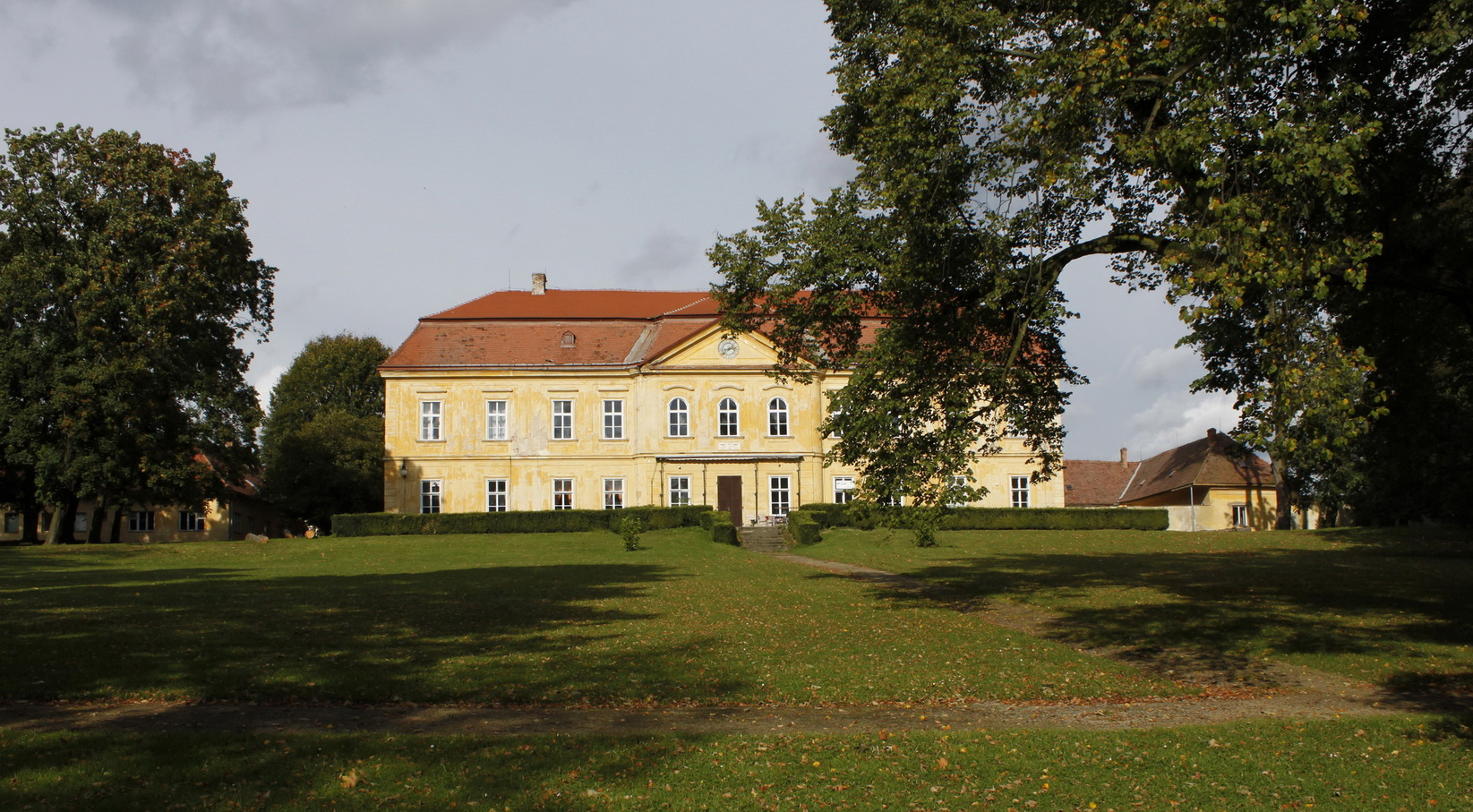
Pozdně barokní zámek v Dukovanech

### Zámek a park
Původní zámeček byl v roce 1790 přestavěn na pozdně barokní zámek s klasicistními prvky. Jeho dva velké sály jsou vyzdobeny freskami významného moravského pozdně barokního malíře Josefa Winterhaltera. Rozsáhlý anglický park je součástí zámeckého areálu. Zámek je obdélníková patrová budova s bočními přízemními křídly. V ose hlavního průčelí je vstupní sloupový portikus, v zahradním průčelí je rizalit se salou terrenou završený trojúhelníkovým štítem. Z historického vybavení interieru se dochovalo jen velmi málo.[zdroj?] Součástí zámeckého areálu je rozsáhlý anglický park se 47 druhy dřevin. Zámek se stal finalistou soutěže DestinaCZe v roce 2016 a to v kategorii Trendy novinky 2016. V roce 2016 byly nalezeny původní okenice a po jejich restauraci byly instalovány na okna zámku.

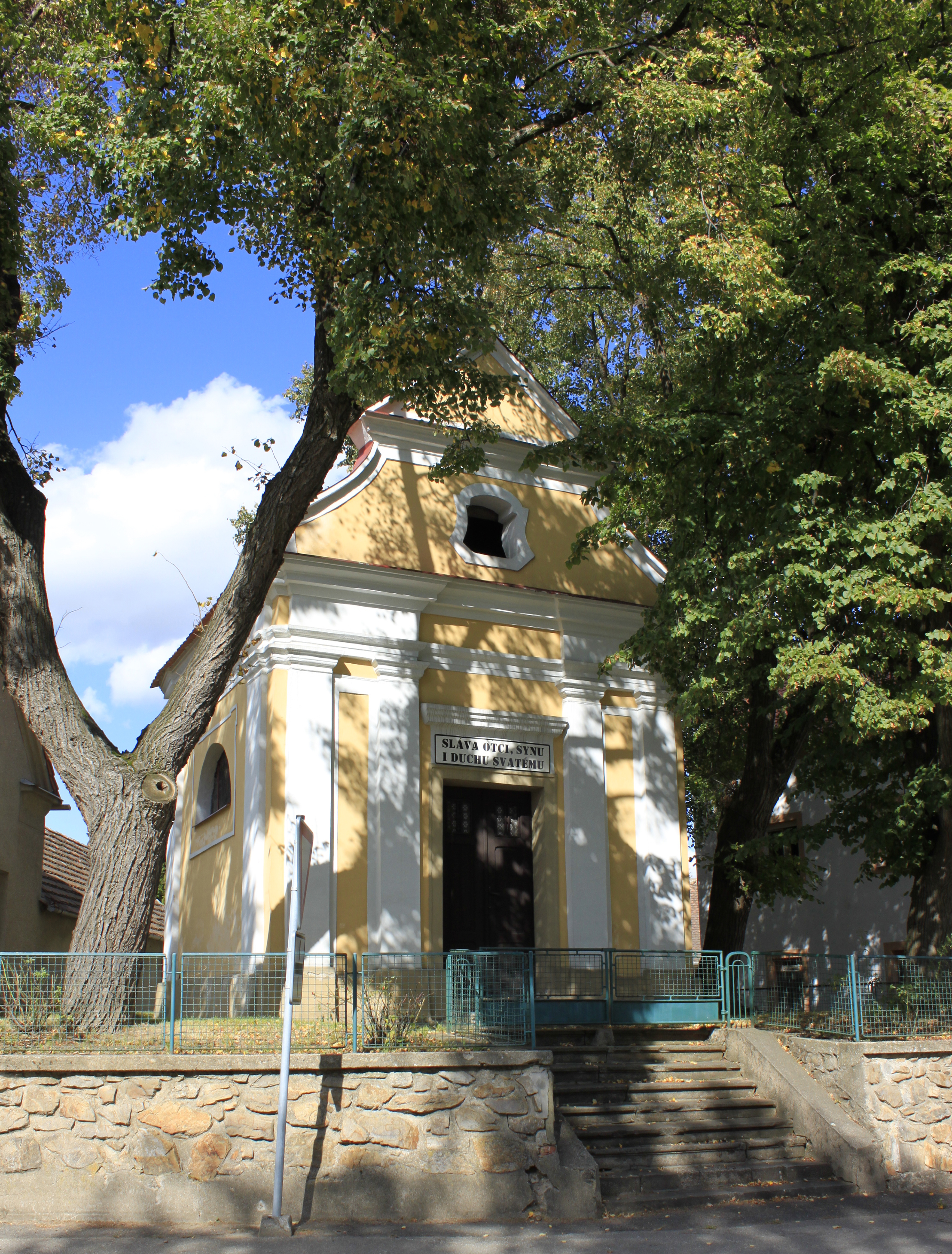
Kaple

### Kaple Nejsvětější Trojice
Kaple byla postavena roku 1689 Janem Františkem Petriadesem. V roce 1790 Maria Brigitta hraběnka z Canalů dala kapli opravit. Před rokem 1842 bývaly na kapli i věžové hodiny, aby robotáři věděli, kdy mají vyjíždět do pole.

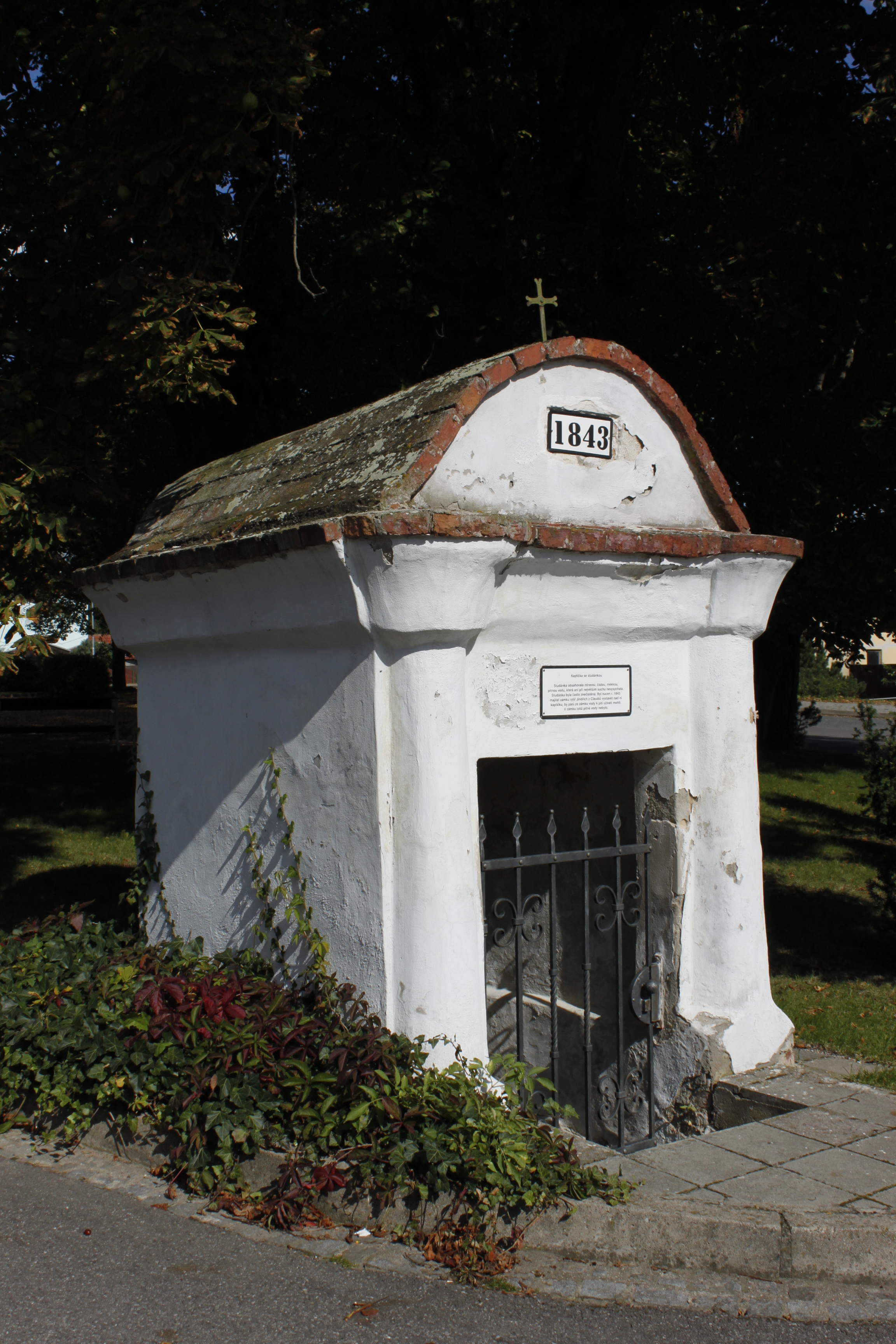
Studánka

### Kaplička se studánkou
V historii studánka s pitnou zdravou, čistou, měkkou vodou ani při největším suchu nevysychající se nachází u zrušeného rybníka na návsi vedle sochy sv. Floriána. Je z kamene a cihel pevně vystavěna a pochází z roku 1843, kdy byla vysvěcena. Od tohoto roku kaplička chrání původní studánku před znečištěním.

### Hřbitov
Hřbitov býval až do roku 1836 kolem kostela a byl ohrazen pevnou kamennou zdí. V roce 1836 byl založen nový hřbitov vzdálen asi 2 minuty od kostela na západní straně. V roce 1924 byl tento hřbitov rozšířen a to směrem ke kostelu. Celý hřbitov byl obehnán novou zdí z kamene a cihel a opatřen novou železnou bránou. Zároveň byla adaptována i umrlčí komora. V období socialismu byl hřbitov rozšířen směrem k lesu.

### Sochy v obci
- socha sv. Jana Nepomuckého – uprostřed obce, pod školou (1714 – dala postavit Maxmiliána Elisabetha Říkovská rytíře z Dobřic)[23]
- socha svatého Josefa – před zámkem (1737 – postavily dvě svobodné sestry ze zámku)[23]
- socha svatého Floriána – uprostřed obce (1778 – založena byla od Ignáce rytíře z Abelů)[23]
- socha svatého Josefa – v zámeckém parku (rok vytvoření není znám)[23]

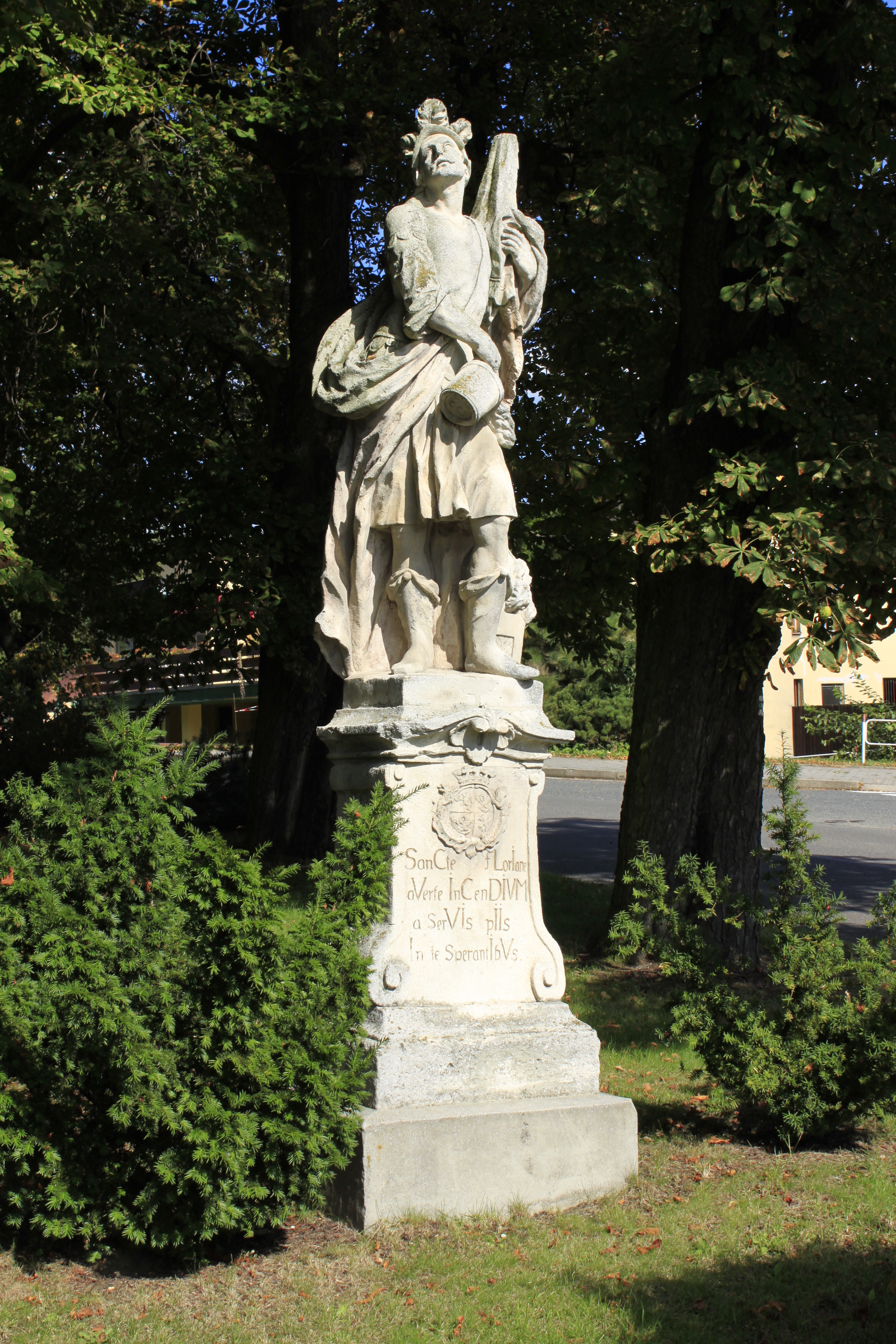
Socha sv. Floriána
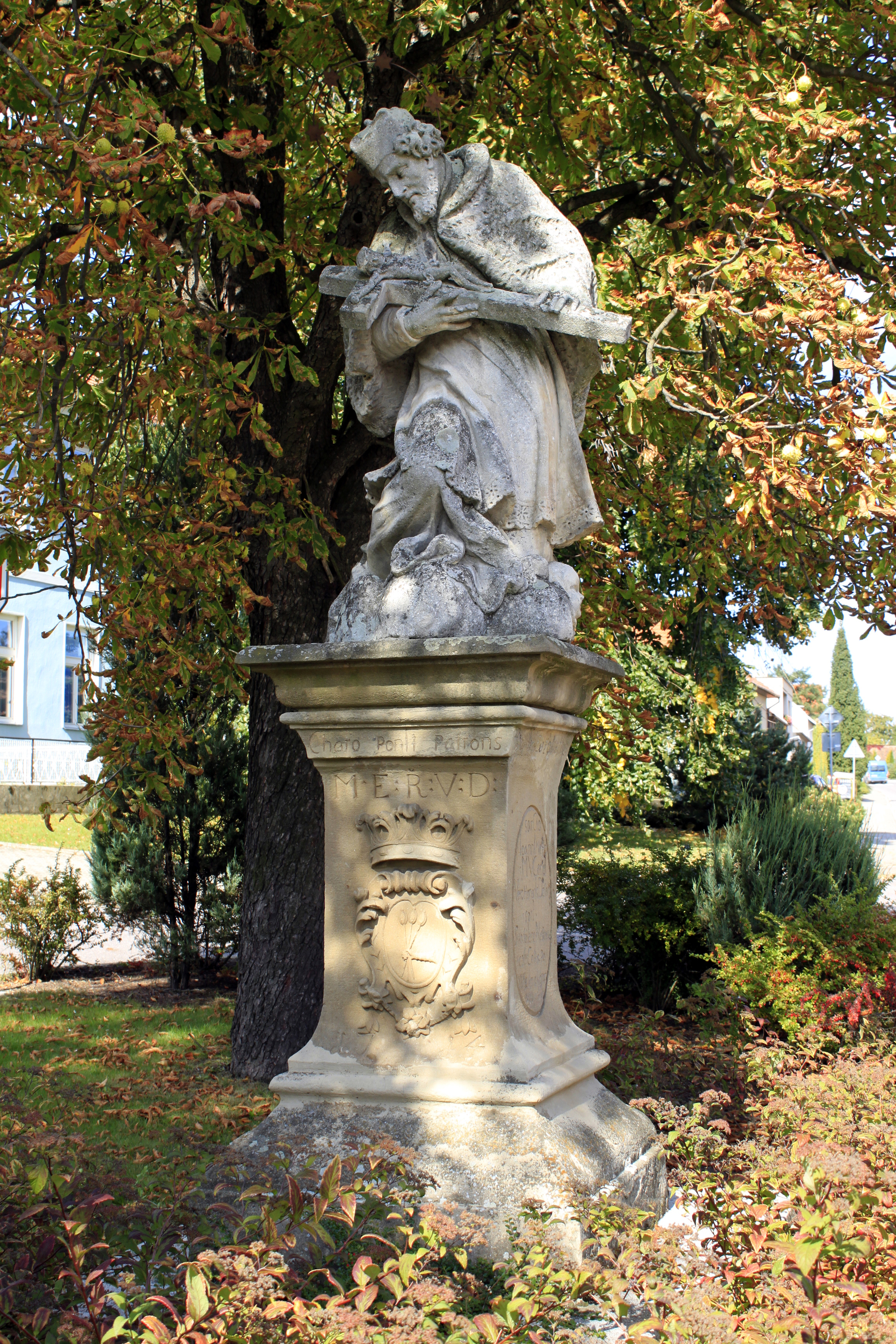
Sv. Jan Nepomucký
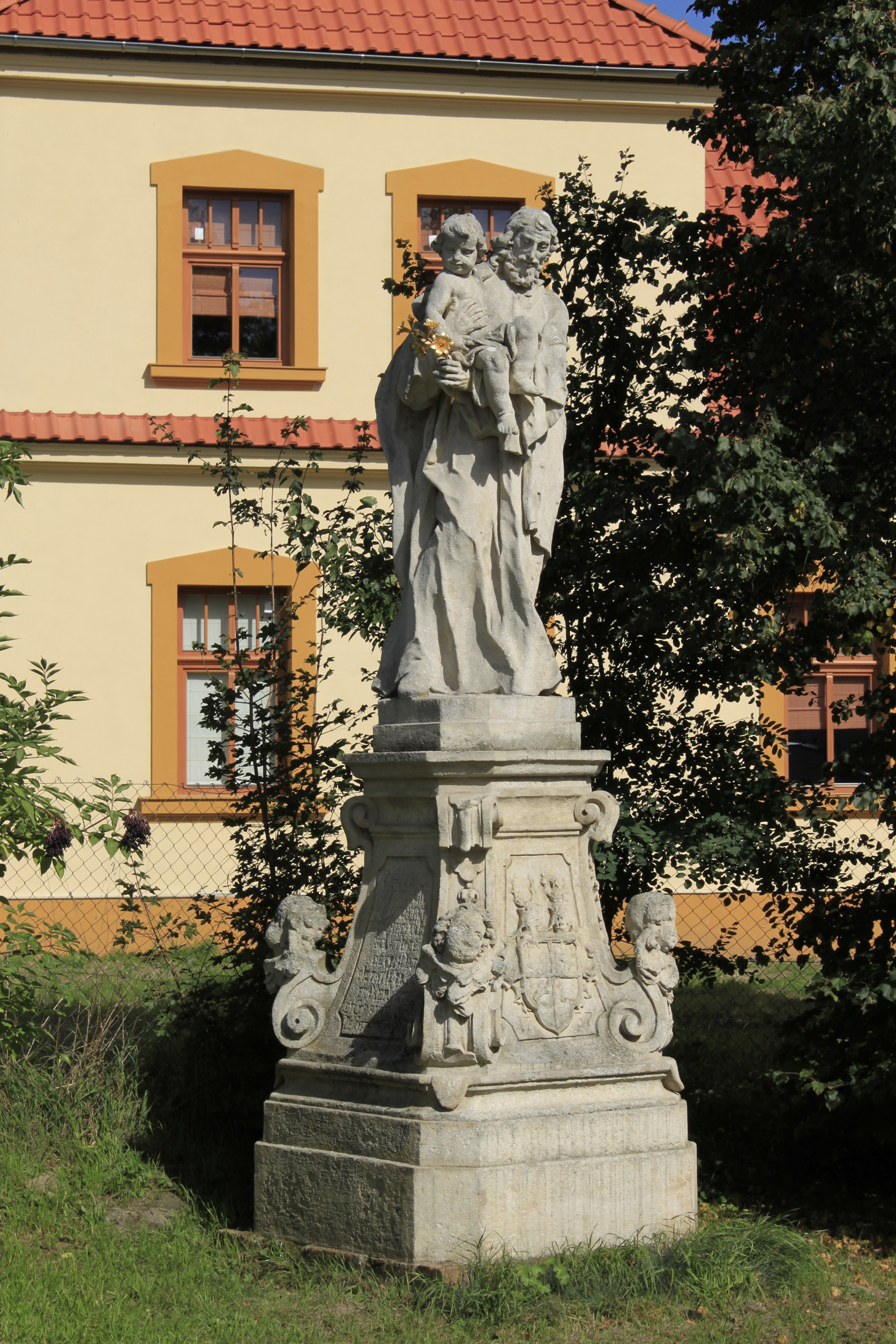
Sv. Josef před zámkem
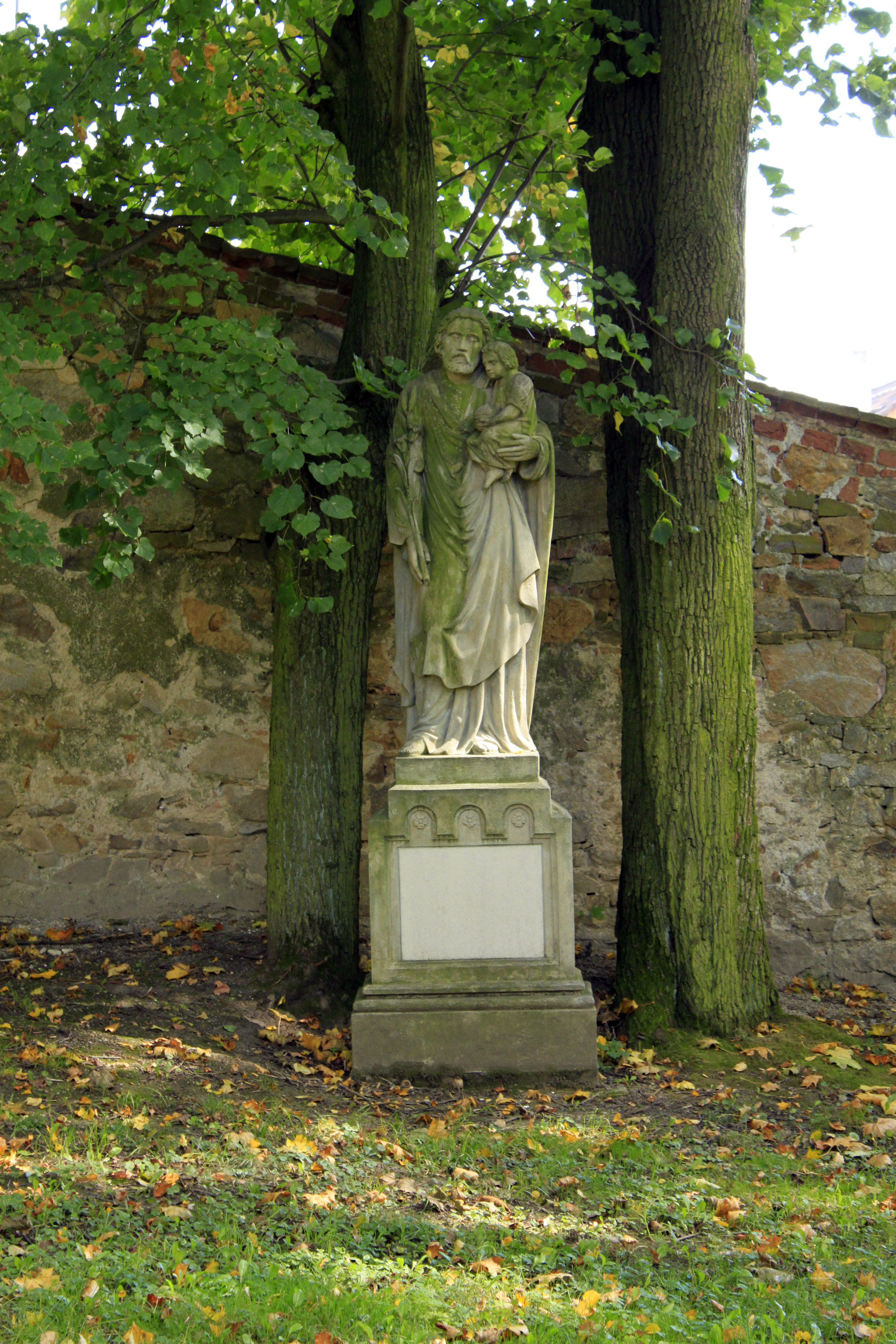
Sv. Josef v parku

### Kříže v obci
- Kříž za kostelem – jižně od kostela z roku 1818 v pramenech z roku 1909 uváděn jako „Za hřbitovem“. Byl umístěn v místě kde se říkalo „U kamenného kříže“ – Přesunut na nynější místo byl v roce 2005.[24]
- Kříž na křižovatce u sokolovny – pochází z práchovny z roku 1826[24]
- Kříž na cestě do Jamolic – na odbočce cesty k „Babám“ – z roku 1869[24]
- Kříž na cestě do Skryjí – u „Škodů“ – z roku 1883[24]
- Kříž u kostela – na severní straně z roku 1881[24]
- Dřevěný kříž u vchodu do kostela z let 1921–1936 – misijní kříž[24]
- Kříž na hřbitově z roku 1864[24]
- Dřevěný kříž u kolejí na polní cestě do Rešic[24]
- Kříž na cestě k elektrárně – u odbočky k Lavkám – nechali postavit Salákovi v roce 1948[24]
- Kříž před elektrárnou – vedle cesty se zelenou turistickou značkou na Rabštejn z roku 1910[24]
- Kříž ze Skryjí – nachází se na křižovatce k parkovišti jaderné elektrárny Dukovany – k Lipňanské kapličce 1882[24]
- Kříž na cestě do Mohelna ve „velké“ zatáčce, roku 1902[24]
- Kříž u cesty k „Hornímu mlýnu“ – nyní na hrázi Mohelenské přehrady z roku 1934, na kříži je nápis: ke cti a chvále Boží věnovali manželé Antonín a Marie Sedláčkovi majitelé mlýna. L.P. 1934.[24]
- Zbytek kříže na Rabštejně z roku 1855[24]
- Kříž Brána v lokalitě „U kamenného kříže“ z roku 2010, který byl postaven Ivo Pavlíkem[25]

Kříže v Dukovanech
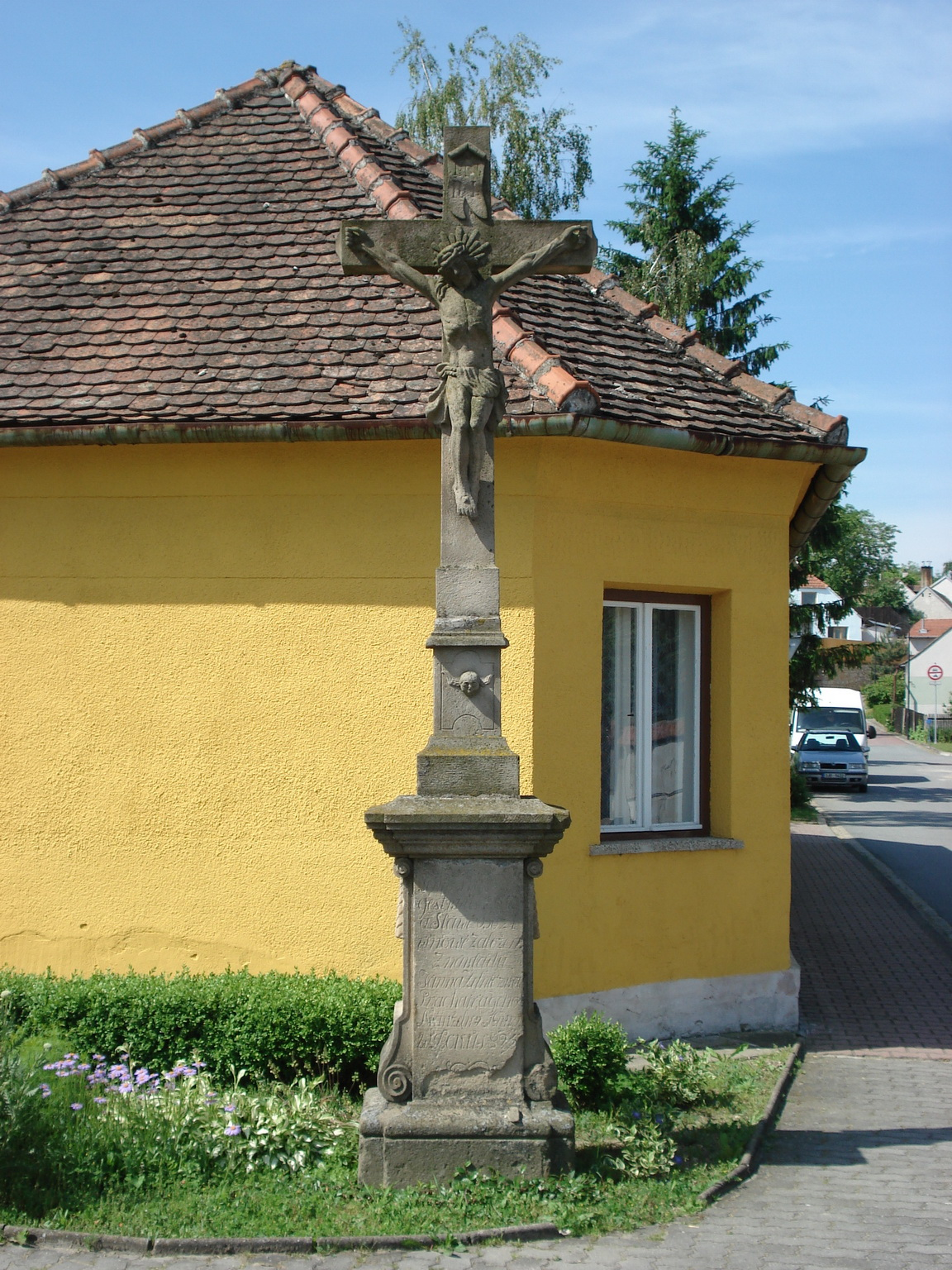
Kříž na křižovatce u sokolovny
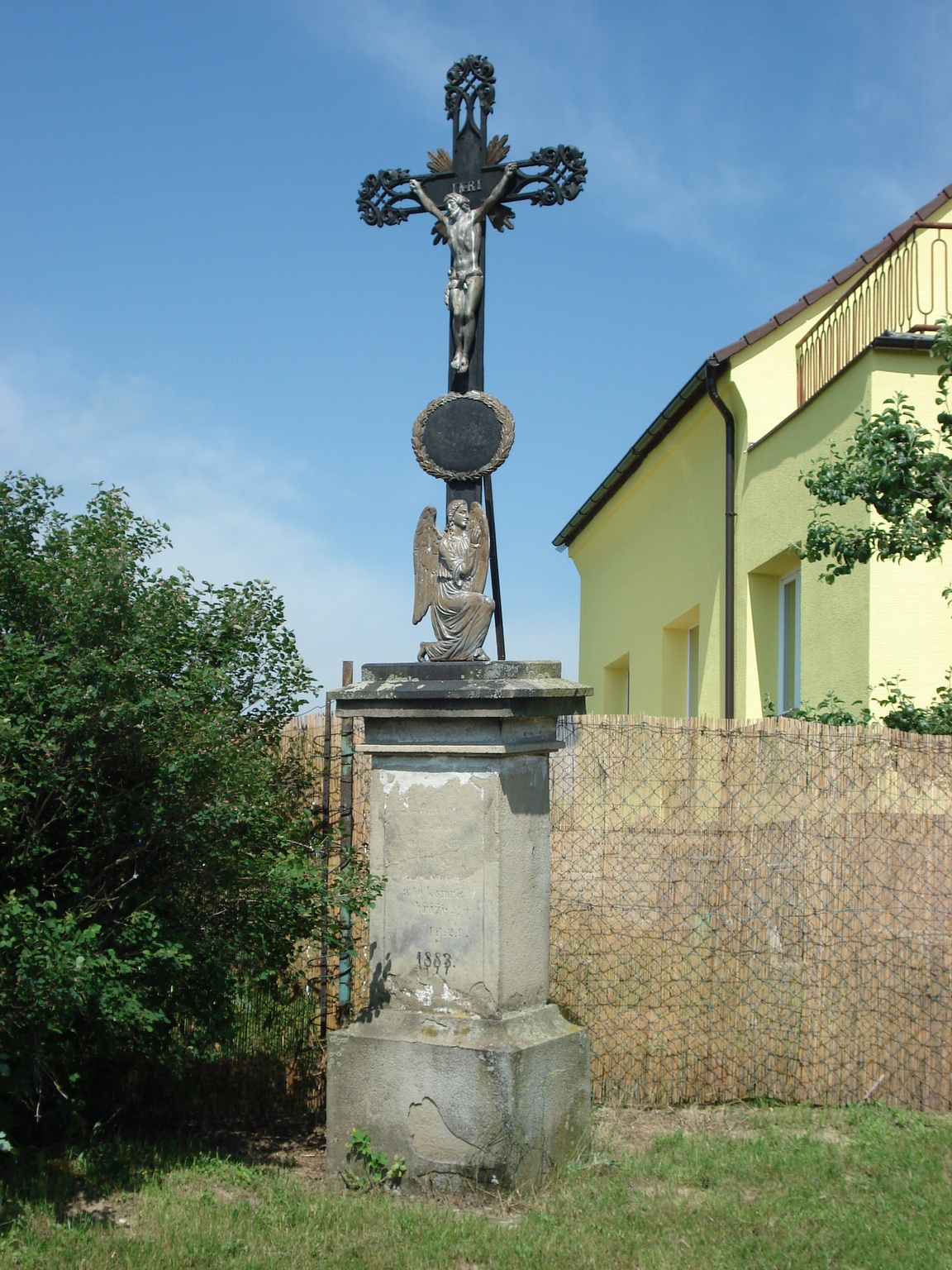
Kříž na cestě do Skryjí
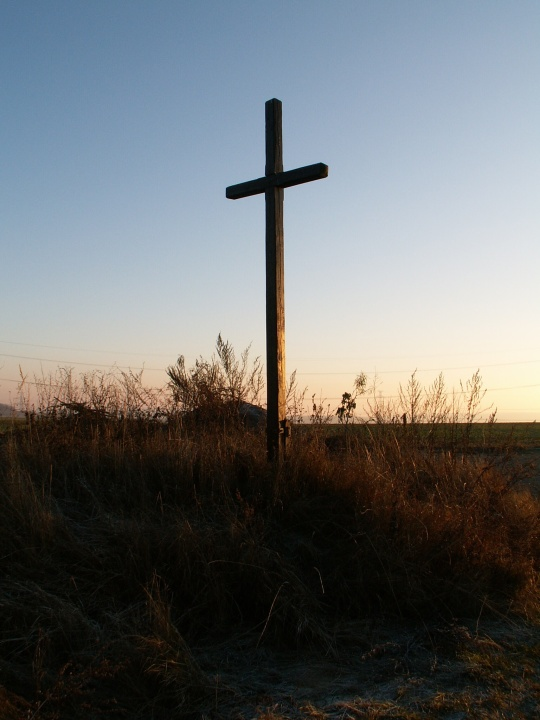
Kříž u kolejí
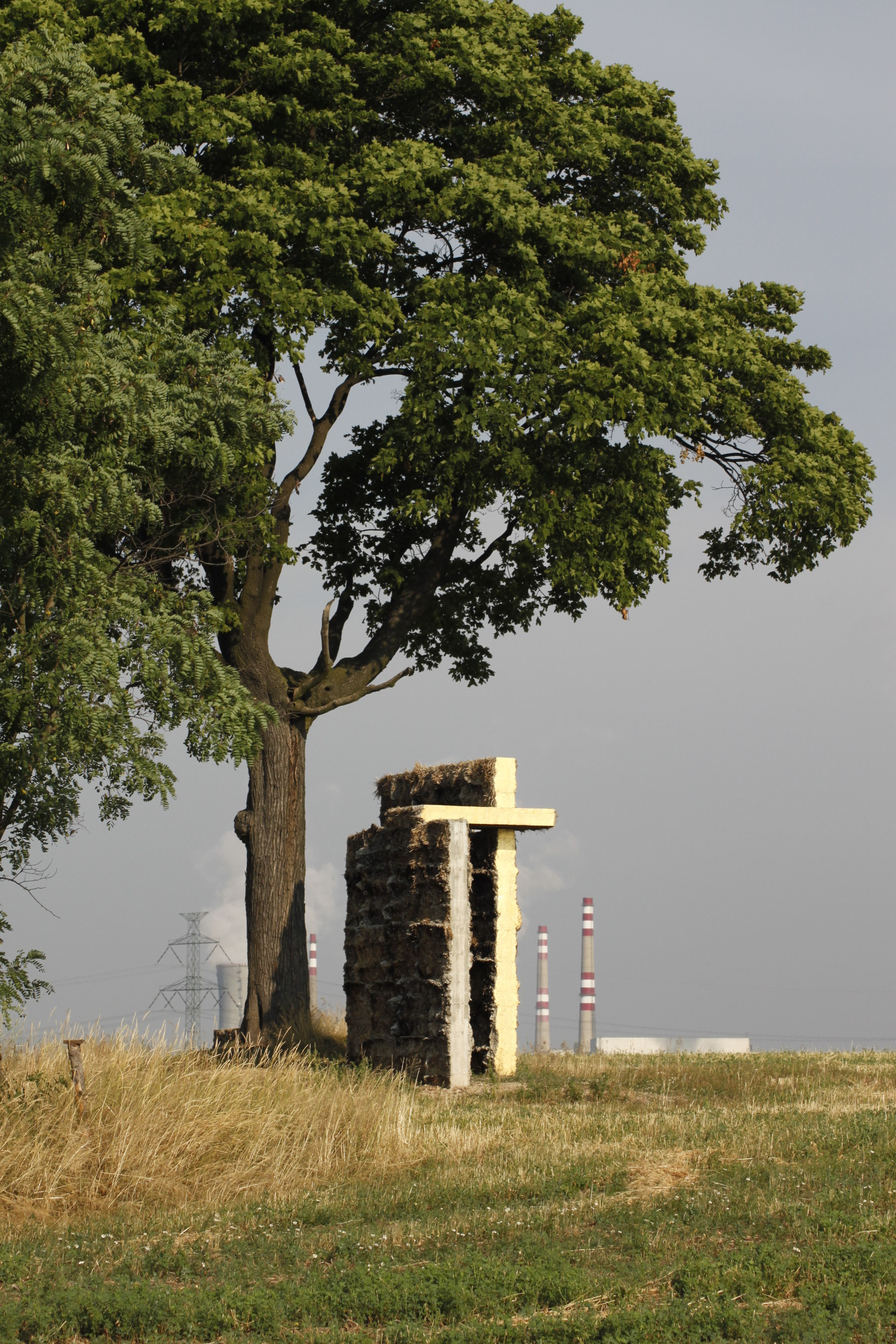
Nový kříž „Brána“
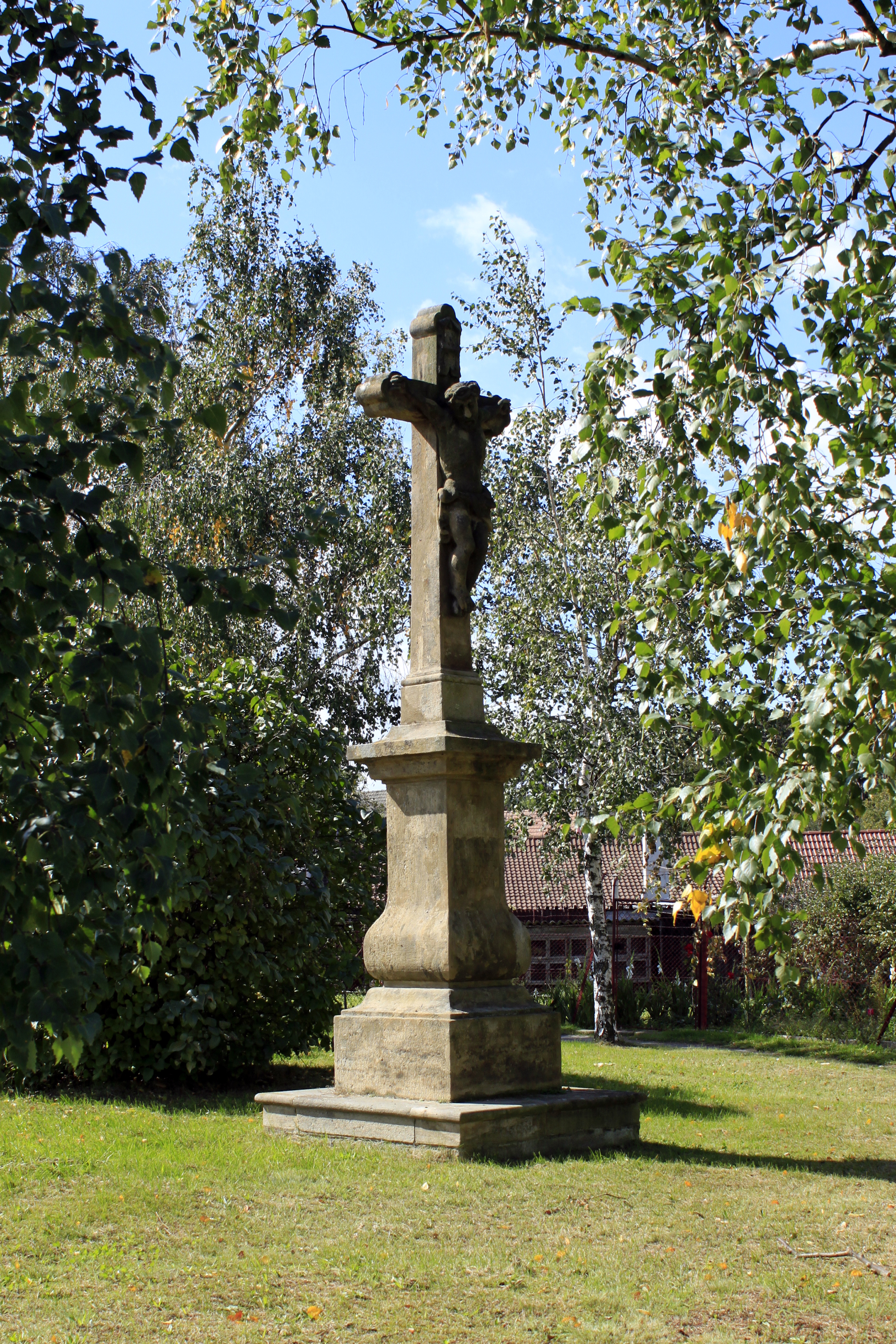
Kříž poblíž kostela
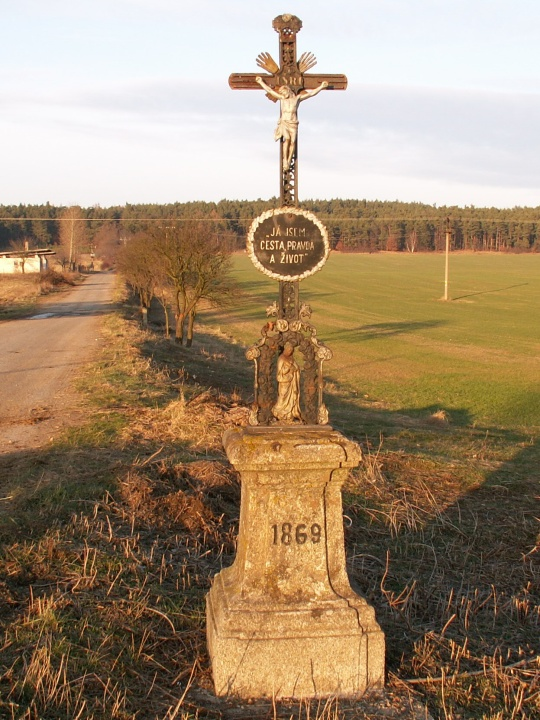
Kříž na cestě do Jamolic

## Skryje a Lipňany
V důsledku výstavby Jaderné elektrárny Dukovany došlo ke zboření obcí Skryje a Heřmanice a vesnice Lipňany, do té doby součásti Skryjí. Na těchto místech jsou dodnes zachovány pouze kapličky zrušených obcí a ve Skryjích památník obětem první světové války. Zatímco území Skryjí a Lipňan bylo přičleněno k Dukovanům, území Heřmanic se stalo součástí Rouchovan.
V roce 1973 byl proveden orientační krátkodobý průzkum lidové architektury v těchto vsích. Jmenované vesnice se rozkládají na poměrně starém sídelním území. Doklady o jejich existenci bychom našli již ve středověku. Kontinuita vývoje byla přerušena pouze u vsi Lipňany, která byla nově založena až v první polovině 18. století. Z tohoto faktu pramení také rozdíly v zástavbě obce – především v orientaci usedlosti vzhledem ke komunikaci.

### Lipňany

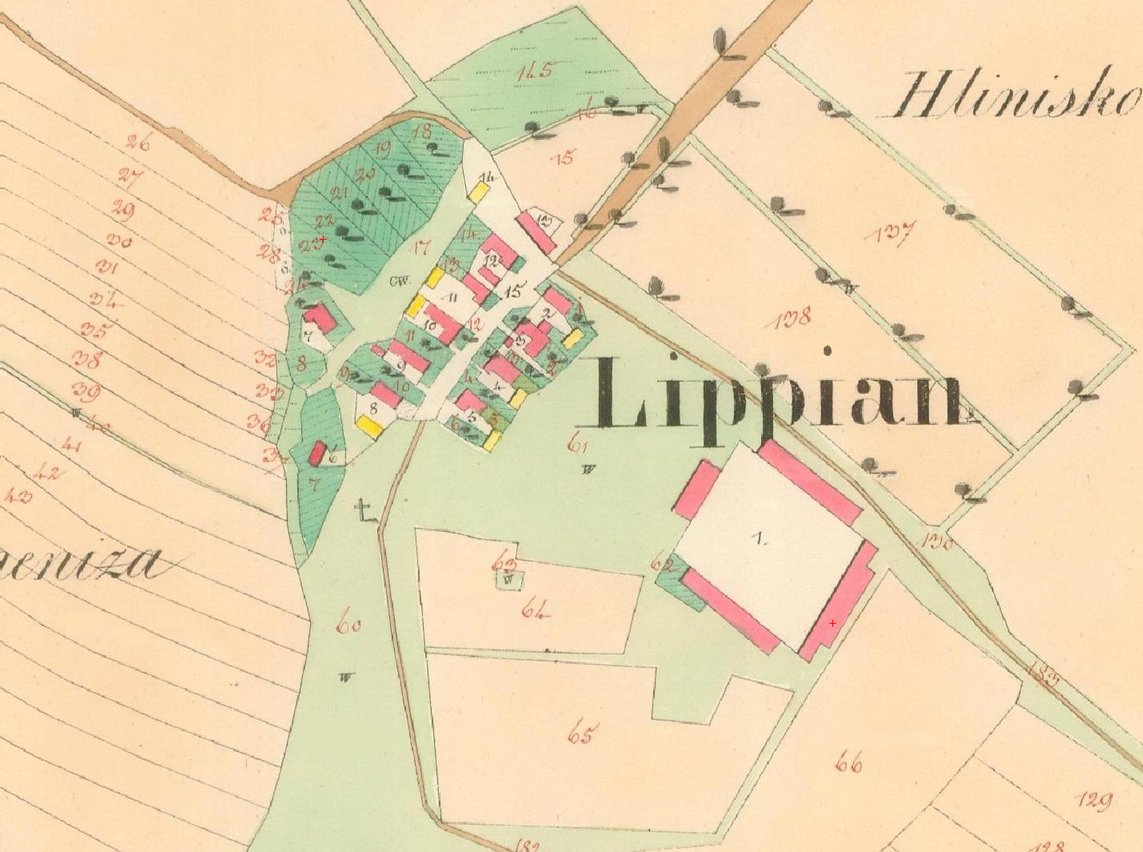
Lipňany

Náležejí k typu silnicových vsí. V roce 1825 bylo ve vesnici zaměřeno třináct usedlostí rozložených podle místní komunikace. Pozdějším stavebním vývojem se tento charakter porušil, ale převaha základní okapové orientace budov vzhledem ke komunikaci zůstala. Dispoziční řešení objektů spočívá v několika základních formách. Větší usedlosti jsou čtvercového, obdélníkového nebo hákového půdorysu. Průčelní, jednotně zastřešená domová fronta je prolomena průjezdem s vraty, po jejichž jedné straně jsou situovány obytné prostory pro hospodáře a jeho rodinu a po druhé straně je umístěn výměnek Chalupy drobných rolníků jsou jednotraktová stavení s okapovou či štítovou orientací. Jako stavebního materiálu bylo u většiny staveb použito kamene a pálených cihel.

### Skryje

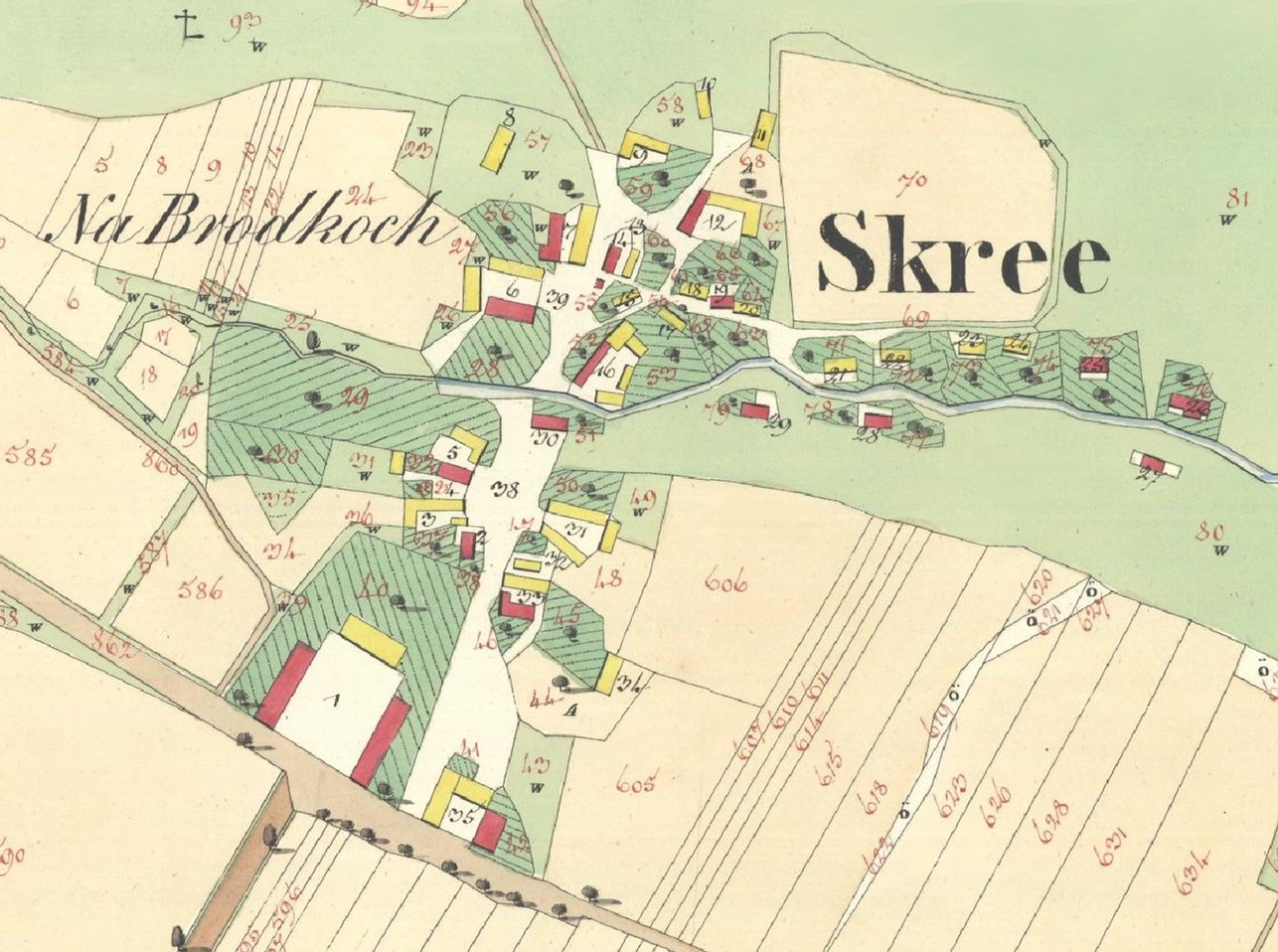
Skryje

Svojí zástavbou tvoří návesní silnicovku. Střed vesnice vyplňuji usedlosti bývalých celoláníků, které jsou seskupeny okolo rybníka. Usedlosti pololáníků a čtvrtláníků tvoří ulici, vedoucí od budovy velkostatku a lihovaru do středu obce: Provoz lihovaru si vyžádal velký počet zaměstnanců, jejichž domky vznikaly ve druhé polovině minulého století. V době provádění výzkumu bylo v obci 83 domů podélně nebo štítově orientovaných. Štítovou orientaci k návsi má většina skryjských statků. Prostor mezi budovou hospodáře a menším traktem výměnku je vykryt na šíři dvora kulisou vrat zasazených do zdi, jež lícuje s oběma průčelími. Vedle vrat je v této zdi prolomen vstup pro pěší. Domy menších zemědělců, umístěné ve svazích po obou stranách potoka, mají okapovou orientaci k jednotlivým komunikacím. Zástavba jejich dvora je proti čtvercové nebo obdélníkové zástavbě statků skromnější. Usedlosti mají většinou malý, nepravidelně zastavěný dvorek nebo hospodářské budovy stojí v jedné frontě s obytným domem.
Materiál při stavbě budov byl kámen a pálené cihly. Než se však přistoupilo k vlastní stavbě domu, bylo nutno upravit terén, který byl v mnoha případech svažitý. Vyrovnával se tak zvanými „tarasy“ – kamennými zdmi.

## Cyklotrasy
V okolí Dukovan nebo přímo jimi prochází několik cyklotras:
- Trasa 401 – Třebíč – Hrotovice – Dukovany – Moravský Krumlov; je součástí trasy Jihlava – Český Těšín
- Mlynářská cyklostezka – Nové Město na Moravě – Velké Meziříčí – Náměšť nad Oslavou – Dukovany – Vranov nad Dyjí – Hardegg
- Energetická cyklotrasa – nabízí okruh kolem jaderné elektrárny a vodního díla Mohelno a dále nás zavede do Oslavan

Na trase je několik napojení na cyklostezky do mnoha směrů.
- Trasa 5107 – Dukovany Lávky – Dalešice – Klučov
- Trasa 6106 – Dukovany Lávky – Mohelno – Náměšť nad Oslavou – Nárameč – Ptáčov – Třebíč

## Dění v obci

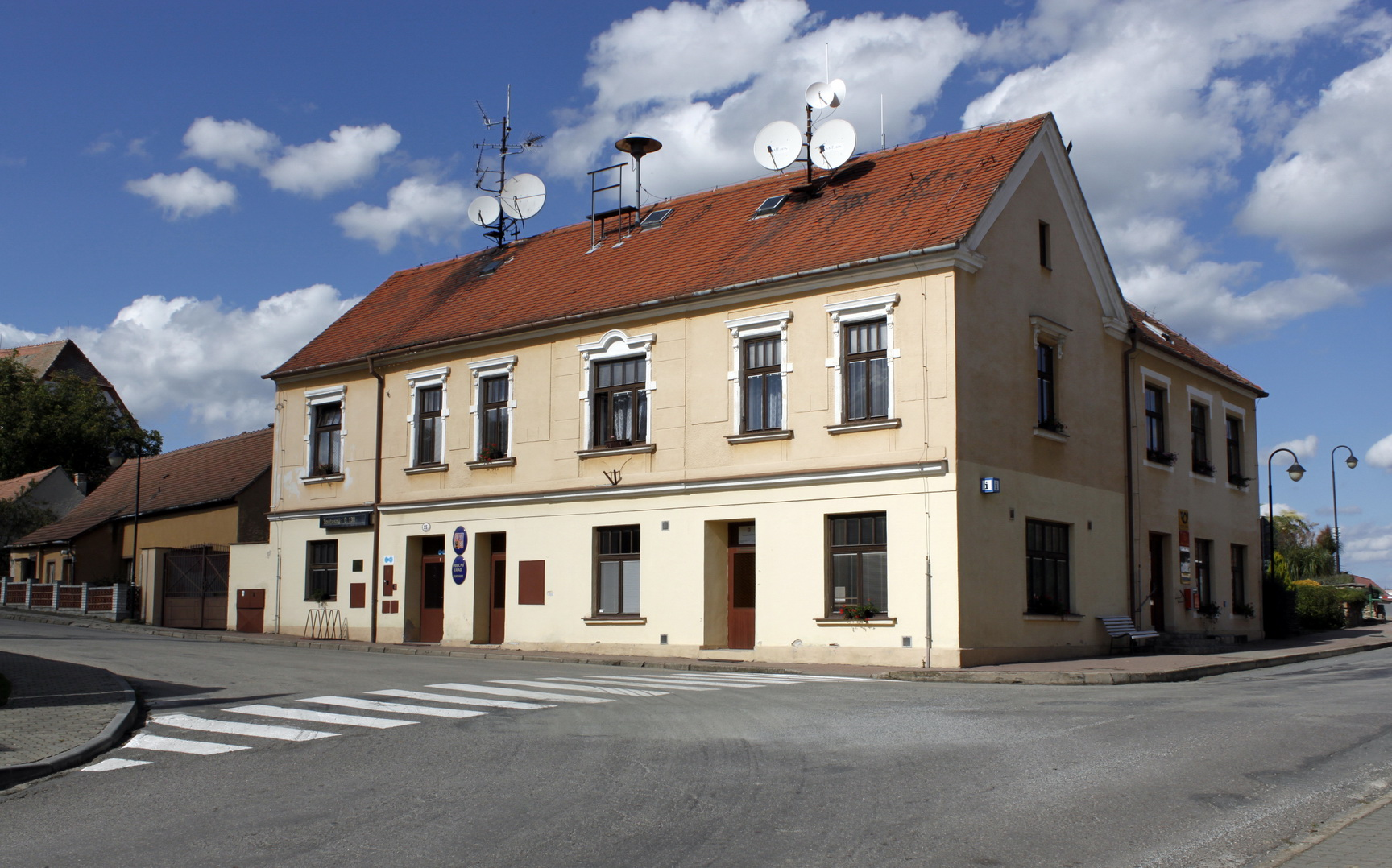
Obecní úřad

### Kultura v obci
V obci se nachází kino, které je v letních měsících v provozu. Každoročně se koná tradiční krojovaná pouť se zábavou, výstava drobného hospodářského zvířectva, plesy, Novoroční ohňostroj, různá divadelní představení pro děti a dospělé, vánoční výstavy, různé zájezdy. Na zámku je stálá expozice: Pohádková země od Vítězslavy Klimtové.

### Sport v obci
Občanům obce i návštěvníkům slouží bazén a tenisový kurt ve spodní části zámeckého parku. Jezdecký klub poskytuje vyjížďky na koních každoročně se pořádá Cena Vysočiny, jezdecké dny a Hubertova jízda. V obci se nacházejí 2 fotbalová hřiště a víceúčelové hřiště s umělým povrchem. Fotbalový klub pořádá celoročně turnaje. Objekt sokolovny využívá TJ Sokol. ZO Technický sportů pořádá sjezd řeky Jihlavy a střeleckou soutěž.

### Politika

#### Výsledky komunálních voleb
| strana           | 1994 % / mandát | 1998 % / mandát | 2002 % / mandát | 2006 % / mandát | 2010 % / mandát |
| ---------------- | --------------- | --------------- | --------------- | --------------- | --------------- |
| INOVACE 2010     | –               | –               | –               | –               | 22,04 / 3       |
| ODS              | 45,2 / 4        | 43,5 / 5        | 38,9 / 5        | 37,0 / 6        | 28,31 / 5       |
| KDU-ČSL          | 30,5 / 3        | 17,0 / 2        | 14,5 / 1        | 17,9 / 3        | 10,92 / 1       |
| SNK              | 21,0 / 2        | 19,3 / 2        | 21,7 / 2        | 22,1 / 3        | 18,75 / 3       |
| KSČM             | –               | 20,3 / 2        | 24,9 / 3        | 22,9 / 3        | 19,96 / 3       |
| O. Sysová (KSČM) | 3,4 / 0         | –               | –               | –               | –               |
| celkem           | 9 mandátů       | 11 mandátů      | 11 mandátů      | 15 mandátů      | 15 mandátů      |

#### Představitelé obce
| jméno                           | funkce                    | od     | do   |
| ------------------------------- | ------------------------- | ------ | ---- |
| Pavel Oulehla                   | starosta                  |        |      |
| František Maštalíř              | starosta                  | (1906) | 1919 |
| Václav Veselý (čs. soc.)        | starosta                  | 1919   | 1923 |
| František Kopuletý (rep.)       | starosta                  | 1923   | 1932 |
| Jaroslav Horký (živn.)          | starosta                  | 1932   | 1932 |
| Jaroslav Horký                  | předseda správní komise   | 1932   | 1935 |
| Jaroslav Horký (živn.)          | starosta                  | 1935   | 1945 |
| Oldřich Blecha (KSČ)            | předseda MNV              | 1945   | 1950 |
| Jan Hrdlička (KSČ)              | předseda MNV              | 1950   | 1950 |
| Oldřich Blecha (KSČ)            | předseda MNV              | 1951   | 1964 |
| František Bartůněk (KSČ)        | předseda MNV              | 1964   | 1971 |
| František Mokrý (KSČ)           | předseda MNV              | 1971   | 1979 |
| Olga Sysová (KSČ)               | předsedkyně MNV           | 1979   | 1990 |
| Vítězslav Jonáš (OF, ODS)       | starosta                  | 1990   | 2006 |
| Vítězslav Jonáš (ODS)           | senátor ČR – obvod Třebíč | 2006   | 2012 |
| Miloš Kudera (ODS)              | starosta                  | 2006   | 2010 |
| Miroslav Křišťál (INOVACE 2010) | starosta                  | 2010   |      |

### Volby do Poslanecké sněmovny
|       | 2006                | 2010                | 2013                | 2017                | 2021                 |
| ----- | ------------------- | ------------------- | ------------------- | ------------------- | -------------------- |
| 1.    | ČSSD (39,0 %)       | ČSSD (24,83 %)      | KSČM (23,02 %)      | ANO (35,8 %)        | ANO (30,48 %)        |
| 2.    | ODS (26,3 %)        | KSČM (19,65 %)      | ČSSD (21,21 %)      | KSČM (13,97 %)      | SPOLU (24,59 %)      |
| 3.    | KSČM (18,14 %)      | ODS (15,98 %)       | ANO 2011 (20,54 %)  | SPD (10,91 %)       | Piráti+STAN (9,95 %) |
| účast | 71,11 % (443 z 623) | 71,60 % (468 z 655) | 67,17 % (444 z 664) | 68,33 % (465 z 682) | 71,37 % (496 z 695)  |

### Volby do krajského zastupitelstva
|      | 1.                 | 2.                       | 3.                       | účast               |
| ---- | ------------------ | ------------------------ | ------------------------ | ------------------- |
| 2000 | KSČM (29,83 %)     | 4KOALICE (24,86 %)       | ODS (17,67 %)            | 34,71 % (194 z 559) |
| 2004 | ODS (54,57 %)      | KSČM (27,11 %)           | KDU-ČSL (6,33 %)         | 47,89 % (285 z 595) |
| 2008 | ČSSD (35,16 %)     | KSČM (33,22 %)           | ODS (15,48 %)            | 49,92 % (314 z 629) |
| 2012 | KSČM (29,94 %)     | ČSSD (19,78 %)           | ODS (17,85 %)            | 58,64 % (385 z 660) |
| 2016 | ANO 2011 (19,14 %) | KSČM (18,75 %)           | ČSSD (16,4 %)            | 38,39 % (258 z 672) |
| 2020 | ANO (26,5 %)       | ODS+STO (14,45 %)        | Piráti (13,65 %)         | 36,34 % (254 z 699) |
| 2024 | ANO (33,75 %)      | ODS+TOP 09+STO (15,18 %) | ČSNS+KSČM+ČSSD (12,23 %) | 35,45 % (240 z 677) |

### Prezidentské volby
V prvním kole prezidentských voleb v roce 2013 první místo obsadil Miloš Zeman (141 hlasů), druhé místo obsadil Jan Fischer (81 hlasů) a třetí místo obsadil Jiří Dienstbier (64 hlasů). Volební účast byla 72,06 %, tj. 472 ze 655 oprávněných voličů. V druhém kole prezidentských voleb v roce 2013 první místo obsadil Miloš Zeman (311 hlasů) a druhé místo obsadil Karel Schwarzenberg (126 hlasů). Volební účast byla 66,62 %, tj. 437 ze 656 oprávněných voličů.
V prvním kole prezidentských voleb v roce 2018 první místo obsadil Miloš Zeman (217 hlasů), druhé místo obsadil Jiří Drahoš (102 hlasů) a třetí místo obsadil Pavel Fischer (43 hlasů). Volební účast byla 67,79 %, tj. 461 ze 680 oprávněných voličů. V druhém kole prezidentských voleb v roce 2018 první místo obsadil Miloš Zeman (321 hlasů) a druhé místo obsadil Jiří Drahoš (182 hlasů). Volební účast byla 74,26 %, tj. 505 ze 680 oprávněných voličů.
V prvním kole prezidentských voleb v roce 2023 první místo obsadil Andrej Babiš (195 hlasů), druhé místo obsadil Petr Pavel (145 hlasů) a třetí místo obsadila Danuše Nerudová (77 hlasů). Volební účast byla 73,83 %, tj. 505 ze 684 oprávněných voličů. V druhém kole prezidentských voleb v roce 2023 první místo obsadil Petr Pavel (274 hlasů) a druhé místo obsadil Andrej Babiš (236 hlasů). Volební účast byla 74,89 %, tj. 510 ze 681 oprávněných voličů.

## Osobnosti
Do Dukovan často jezdila Vlasta Chramostová, která ve vesnici strávila dětství. Přijela na odhalení busty T. G. Masaryka i na oslavy jejího odhalení.
- Bohumil Jaša (* 1925), docent zahradnické fakulty
- František Hanus (1888–1946), operní pěvec a pedagog
- Jaroslav Kovář (1883–1961), architekt
- Lubomír Novák (* 1933), malíř a textilní výtvarník
- Emil Weirauch (1909–1976), malíř
- Josef Veselý (1908–1994), voják a pedagog

#### Kulturní a zájmová sdružení a spolky
- Sbor dobrovolných hasičů obce Dukovany
- Jezdecký klub Dukovany
- SFK 2001 Dukovany

#### Externí mapové podklady obce Dukovany

##### Historické mapy obce Dukovany
- I. vojenské mapování, tzv. josefské, 1764–1768 a 1780–1783 (rektifikace)
- II. vojenské mapování, tzv. Františkovo, 1836–1852
- III. vojenské mapování, tzv. františko-josefské, 1876–1878
- Müllerova mapa Moravy, z roku 1716, vydáno 1790

##### Historické katastrální mapy obce Dukovany
- Stabilní katastr – indikační skici Archivováno 27. 5. 2012 na Wayback Machine. 1833–1835
- Stabilní katastr– Morava a Slezsko – 0601-1 Dukovany – původně Dukowann – mapováno 1825, dochováno úplné

##### Historické a současné ortofotomapy a satelitní mapy obce Dukovany
- ortofotomapa z roku 1953 NKM
- Satelitní mapa 2011

##### Geologické a hydrogeologické mapy obce Dukovany
- Geologická mapa 1:50 000
- Rastrová hydrogeologická mapa 1:50 000
- Orientační mapa radonového indexu podloží 1:50 000